# Campionato del mondo di scacchi 1972
Il campionato del mondo di scacchi del 1972, passato alla storia con l'appellativo di sfida del secolo, fu disputato tra il detentore del titolo Boris Spasskij e lo sfidante Bobby Fischer, che vinse l'incontro per 12,5 a 8,5. Disputata a Reykjavík, capitale dell'Islanda, tra l'11 luglio e il 3 settembre la sfida è considerata la più famosa della storia delle competizioni ufficiali di scacchi: negli Stati Uniti ebbe vasta risonanza mediatica sia all'interno della comunità scacchistica (si parlò di "Fischer Boom") che al suo esterno (fu la prima volta che un match di scacchi venne trasmesso in televisione), anche a causa del fatto di essere stata giocata in piena guerra fredda e di essere quindi vista come una contrapposizione tra USA e URSS (Fischer stesso la descrisse come «il mondo libero contro i russi bugiardi, bari ed ipocriti»).

## Qualificazioni
Il torneo interzonale di qualificazione fu giocato a Palma di Maiorca tra il 9 novembre e il 13 dicembre 1970, e fu vinto da Fischer con 18,5 punti su 23 (il torneo era strutturato come un unico girone all'italiana tra 24 giocatori), con 3,5 punti di vantaggio sui secondi. Fischer non avrebbe dovuto in origine partecipare, avendo boicottato il campionato nazionale statunitense, valido come qualificazione all'interzonale, per contrasti con gli organizzatori.
Sei giocatori si qualificarono per i match ad eliminazione diretta che avrebbero deciso lo sfidante di Spasskij; gli altri due scacchisti erano Tigran Petrosjan e Viktor Korčnoj, rispettivamente ex campione del mondo (sconfitto nell'ultimo mondiale) e finalista degli ultimi match dei candidati.
I quarti e le semifinali erano giocati al meglio delle 10 partite, la finale al meglio delle 12.
|  | Quarti           | Quarti           | Quarti           |                  |                | Semifinali     | Semifinali | Semifinali |  |  | Finale | Finale | Finale |  |
|  |                  |                  |                  |                  |                |                |            |            |  |  |        |        |        |  |
|  | Bobby Fischer    | Bobby Fischer    | 6                |                  |                |                |            |            |  |  |        |        |        |  |
|  | Bobby Fischer    | Bobby Fischer    | 6                |                  |                |                |            |            |  |  |        |        |        |  |
|  | Mark Tajmanov    | Mark Tajmanov    | 0                |                  |                |                |            |            |  |  |        |        |        |  |
|  | Mark Tajmanov    | Mark Tajmanov    | 0                |                  | Bobby Fischer  | Bobby Fischer  | 6          |            |  |  |        |        |        |  |
|  |                  |                  |                  |                  | Bobby Fischer  | Bobby Fischer  | 6          |            |  |  |        |        |        |  |
|  |                  |                  | Bent Larsen      | Bent Larsen      | 0              |                |            |            |  |  |        |        |        |  |
|  | Bent Larsen      | Bent Larsen      | Bent Larsen      | Bent Larsen      | 0              | 5,5            |            |            |  |  |        |        |        |  |
|  | Bent Larsen      | Bent Larsen      |                  |                  |                |                |            |            |  |  |        |        |        |  |
|  | Wolfgang Uhlmann | Wolfgang Uhlmann | 3,5              |                  |                |                |            |            |  |  |        |        |        |  |
|  | Wolfgang Uhlmann | Wolfgang Uhlmann | 3,5              |                  | Bobby Fischer  | Bobby Fischer  | 6,5        |            |  |  |        |        |        |  |
|  |                  |                  |                  |                  |                |                |            |            |  |  |        |        |        |  |
|  |                  |                  | Tigran Petrosjan | Tigran Petrosjan | 2,5            |                |            |            |  |  |        |        |        |  |
|  | Viktor Korčnoj   | Viktor Korčnoj   | Tigran Petrosjan | Tigran Petrosjan | 2,5            | 5,5            |            |            |  |  |        |        |        |  |
|  | Viktor Korčnoj   | Viktor Korčnoj   |                  |                  |                |                |            |            |  |  |        |        |        |  |
|  | Juchym Heller    | Juchym Heller    | 2,5              |                  |                |                |            |            |  |  |        |        |        |  |
|  | Juchym Heller    | Juchym Heller    | 2,5              |                  | Viktor Korčnoj | Viktor Korčnoj | 4,5        |            |  |  |        |        |        |  |
|  |                  |                  |                  |                  | Viktor Korčnoj | Viktor Korčnoj | 4,5        |            |  |  |        |        |        |  |
|  |                  |                  | Tigran Petrosjan | Tigran Petrosjan | 5,5            |                |            |            |  |  |        |        |        |  |
|  | Tigran Petrosjan | Tigran Petrosjan | Tigran Petrosjan | Tigran Petrosjan | 5,5            | 4              |            |            |  |  |        |        |        |  |
|  | Tigran Petrosjan | Tigran Petrosjan |                  |                  |                |                |            |            |  |  |        |        |        |  |
|  | Robert Hübner    | Robert Hübner    | 3                |                  |                |                |            |            |  |  |        |        |        |  |

## Sfondo
Per lungo tempo il sistema scacchistico sovietico aveva avuto il monopolio nel gioco ad alto livello, in particolare nei campionati mondiali (tutti i match per il campionato del mondo successivi alla seconda guerra mondiale erano stati giocati tra due sovietici). Fischer, l'assai eccentrico giovane americano (29 anni all'epoca della partita), d'altro canto, era molto critico verso il sistema; ad esempio credeva che i giocatori dell'URSS ottenessero un vantaggio sleale concordando brevi patte tra di loro nei tornei. Dotato di uno spirito fiero e combattivo e fortemente avverso alle patte per accordo, Fischer aveva fatto una campagna contro questa pratica. Le aspettative su Spasskij erano enormi, dato che per i sovietici gli scacchi facevano parte del sistema politico. Sebbene Fischer spesso fosse notoriamente critico della sua patria («Gli americani vogliono piazzarsi davanti alla tv e non vogliono aprire un libro...»), anch'egli portava l'onere dell'aspettativa a causa del significato politico della partita.
Fischer non riuscì ad arrivare in Islanda per la cerimonia d'apertura. Poi, per parecchi giorni, sembrò incerta la stessa prosecuzione della partita, dato che si stava rivelando impossibile per la FIDE soddisfare le sue molte richieste, fra le quali il divieto di riprese televisive e il 30% dell'incasso guadagnato dagli spettatori. Il comportamento di Fischer era pieno di auto-contraddizioni, com'era avvenuto durante tutta la sua carriera: voleva assolutamente giocare la partita, ma sarebbe diventato estremamente testardo riguardo argomenti apparentemente banali. Alla fine, dopo un sorprendente raddoppio del premio in denaro e un'opera di persuasione nei suoi confronti, di cui fece parte anche una telefonata ricevuta da Henry Kissinger, Fischer volò in Islanda.
Molti commentatori, in particolare quelli provenienti dall'URSS, ipotizzarono che tutto ciò (e le sue continue richieste e la sua irragionevolezza) facesse parte di un piano architettato da Fischer per "svuotare psicologicamente" Spasskij. I tifosi di Fischer sostennero che la vittoria del campionato mondiale fosse la missione della sua vita, che egli desiderasse semplicemente che l'atmosfera fosse perfetta per l'occasione una volta entrato in scena e che il suo comportamento non era diverso da quello dei precedenti dieci o quindici anni.
I secondi di Spasskij per la partita erano Juchym Heller, Nikolaj Krogius e Iivo Nei. Quello di Fischer era William Lombardy, il suo entourage comprendeva anche l'avvocato Paul Marshall, il cui ruolo negli eventi del mese successivo non sarebbe stato irrilevante, e il rappresentante dell'USCF Fred Cramer, che poté essere giustamente chiamato 'lamentatore' alla luce degli eventi che seguono. L'arbitro della partita era Lothar Schmid, senza la cui straordinaria pazienza e ricchezza di risorse la partita non avrebbe mai preso il via.

## L'inizio disastroso di Fischer
|   | a | b | c | d | e | f | g | h |   |
| 8 | f8 re del nero · a7 pedone del nero · b7 pedone del nero · g7 pedone del nero · h7 pedone del nero · d6 alfiere del nero · e6 pedone del nero · f6 pedone del nero · b5 pedone del bianco · a3 pedone del bianco · d3 re del bianco · e3 pedone del bianco · f2 pedone del bianco · g2 pedone del bianco · h2 pedone del bianco · c1 alfiere del bianco | f8 re del nero · a7 pedone del nero · b7 pedone del nero · g7 pedone del nero · h7 pedone del nero · d6 alfiere del nero · e6 pedone del nero · f6 pedone del nero · b5 pedone del bianco · a3 pedone del bianco · d3 re del bianco · e3 pedone del bianco · f2 pedone del bianco · g2 pedone del bianco · h2 pedone del bianco · c1 alfiere del bianco | f8 re del nero · a7 pedone del nero · b7 pedone del nero · g7 pedone del nero · h7 pedone del nero · d6 alfiere del nero · e6 pedone del nero · f6 pedone del nero · b5 pedone del bianco · a3 pedone del bianco · d3 re del bianco · e3 pedone del bianco · f2 pedone del bianco · g2 pedone del bianco · h2 pedone del bianco · c1 alfiere del bianco | f8 re del nero · a7 pedone del nero · b7 pedone del nero · g7 pedone del nero · h7 pedone del nero · d6 alfiere del nero · e6 pedone del nero · f6 pedone del nero · b5 pedone del bianco · a3 pedone del bianco · d3 re del bianco · e3 pedone del bianco · f2 pedone del bianco · g2 pedone del bianco · h2 pedone del bianco · c1 alfiere del bianco | f8 re del nero · a7 pedone del nero · b7 pedone del nero · g7 pedone del nero · h7 pedone del nero · d6 alfiere del nero · e6 pedone del nero · f6 pedone del nero · b5 pedone del bianco · a3 pedone del bianco · d3 re del bianco · e3 pedone del bianco · f2 pedone del bianco · g2 pedone del bianco · h2 pedone del bianco · c1 alfiere del bianco | f8 re del nero · a7 pedone del nero · b7 pedone del nero · g7 pedone del nero · h7 pedone del nero · d6 alfiere del nero · e6 pedone del nero · f6 pedone del nero · b5 pedone del bianco · a3 pedone del bianco · d3 re del bianco · e3 pedone del bianco · f2 pedone del bianco · g2 pedone del bianco · h2 pedone del bianco · c1 alfiere del bianco | f8 re del nero · a7 pedone del nero · b7 pedone del nero · g7 pedone del nero · h7 pedone del nero · d6 alfiere del nero · e6 pedone del nero · f6 pedone del nero · b5 pedone del bianco · a3 pedone del bianco · d3 re del bianco · e3 pedone del bianco · f2 pedone del bianco · g2 pedone del bianco · h2 pedone del bianco · c1 alfiere del bianco | f8 re del nero · a7 pedone del nero · b7 pedone del nero · g7 pedone del nero · h7 pedone del nero · d6 alfiere del nero · e6 pedone del nero · f6 pedone del nero · b5 pedone del bianco · a3 pedone del bianco · d3 re del bianco · e3 pedone del bianco · f2 pedone del bianco · g2 pedone del bianco · h2 pedone del bianco · c1 alfiere del bianco | 8 |
| 7 | f8 re del nero · a7 pedone del nero · b7 pedone del nero · g7 pedone del nero · h7 pedone del nero · d6 alfiere del nero · e6 pedone del nero · f6 pedone del nero · b5 pedone del bianco · a3 pedone del bianco · d3 re del bianco · e3 pedone del bianco · f2 pedone del bianco · g2 pedone del bianco · h2 pedone del bianco · c1 alfiere del bianco | f8 re del nero · a7 pedone del nero · b7 pedone del nero · g7 pedone del nero · h7 pedone del nero · d6 alfiere del nero · e6 pedone del nero · f6 pedone del nero · b5 pedone del bianco · a3 pedone del bianco · d3 re del bianco · e3 pedone del bianco · f2 pedone del bianco · g2 pedone del bianco · h2 pedone del bianco · c1 alfiere del bianco | f8 re del nero · a7 pedone del nero · b7 pedone del nero · g7 pedone del nero · h7 pedone del nero · d6 alfiere del nero · e6 pedone del nero · f6 pedone del nero · b5 pedone del bianco · a3 pedone del bianco · d3 re del bianco · e3 pedone del bianco · f2 pedone del bianco · g2 pedone del bianco · h2 pedone del bianco · c1 alfiere del bianco | f8 re del nero · a7 pedone del nero · b7 pedone del nero · g7 pedone del nero · h7 pedone del nero · d6 alfiere del nero · e6 pedone del nero · f6 pedone del nero · b5 pedone del bianco · a3 pedone del bianco · d3 re del bianco · e3 pedone del bianco · f2 pedone del bianco · g2 pedone del bianco · h2 pedone del bianco · c1 alfiere del bianco | f8 re del nero · a7 pedone del nero · b7 pedone del nero · g7 pedone del nero · h7 pedone del nero · d6 alfiere del nero · e6 pedone del nero · f6 pedone del nero · b5 pedone del bianco · a3 pedone del bianco · d3 re del bianco · e3 pedone del bianco · f2 pedone del bianco · g2 pedone del bianco · h2 pedone del bianco · c1 alfiere del bianco | f8 re del nero · a7 pedone del nero · b7 pedone del nero · g7 pedone del nero · h7 pedone del nero · d6 alfiere del nero · e6 pedone del nero · f6 pedone del nero · b5 pedone del bianco · a3 pedone del bianco · d3 re del bianco · e3 pedone del bianco · f2 pedone del bianco · g2 pedone del bianco · h2 pedone del bianco · c1 alfiere del bianco | f8 re del nero · a7 pedone del nero · b7 pedone del nero · g7 pedone del nero · h7 pedone del nero · d6 alfiere del nero · e6 pedone del nero · f6 pedone del nero · b5 pedone del bianco · a3 pedone del bianco · d3 re del bianco · e3 pedone del bianco · f2 pedone del bianco · g2 pedone del bianco · h2 pedone del bianco · c1 alfiere del bianco | f8 re del nero · a7 pedone del nero · b7 pedone del nero · g7 pedone del nero · h7 pedone del nero · d6 alfiere del nero · e6 pedone del nero · f6 pedone del nero · b5 pedone del bianco · a3 pedone del bianco · d3 re del bianco · e3 pedone del bianco · f2 pedone del bianco · g2 pedone del bianco · h2 pedone del bianco · c1 alfiere del bianco | 7 |
| 6 | f8 re del nero · a7 pedone del nero · b7 pedone del nero · g7 pedone del nero · h7 pedone del nero · d6 alfiere del nero · e6 pedone del nero · f6 pedone del nero · b5 pedone del bianco · a3 pedone del bianco · d3 re del bianco · e3 pedone del bianco · f2 pedone del bianco · g2 pedone del bianco · h2 pedone del bianco · c1 alfiere del bianco | f8 re del nero · a7 pedone del nero · b7 pedone del nero · g7 pedone del nero · h7 pedone del nero · d6 alfiere del nero · e6 pedone del nero · f6 pedone del nero · b5 pedone del bianco · a3 pedone del bianco · d3 re del bianco · e3 pedone del bianco · f2 pedone del bianco · g2 pedone del bianco · h2 pedone del bianco · c1 alfiere del bianco | f8 re del nero · a7 pedone del nero · b7 pedone del nero · g7 pedone del nero · h7 pedone del nero · d6 alfiere del nero · e6 pedone del nero · f6 pedone del nero · b5 pedone del bianco · a3 pedone del bianco · d3 re del bianco · e3 pedone del bianco · f2 pedone del bianco · g2 pedone del bianco · h2 pedone del bianco · c1 alfiere del bianco | f8 re del nero · a7 pedone del nero · b7 pedone del nero · g7 pedone del nero · h7 pedone del nero · d6 alfiere del nero · e6 pedone del nero · f6 pedone del nero · b5 pedone del bianco · a3 pedone del bianco · d3 re del bianco · e3 pedone del bianco · f2 pedone del bianco · g2 pedone del bianco · h2 pedone del bianco · c1 alfiere del bianco | f8 re del nero · a7 pedone del nero · b7 pedone del nero · g7 pedone del nero · h7 pedone del nero · d6 alfiere del nero · e6 pedone del nero · f6 pedone del nero · b5 pedone del bianco · a3 pedone del bianco · d3 re del bianco · e3 pedone del bianco · f2 pedone del bianco · g2 pedone del bianco · h2 pedone del bianco · c1 alfiere del bianco | f8 re del nero · a7 pedone del nero · b7 pedone del nero · g7 pedone del nero · h7 pedone del nero · d6 alfiere del nero · e6 pedone del nero · f6 pedone del nero · b5 pedone del bianco · a3 pedone del bianco · d3 re del bianco · e3 pedone del bianco · f2 pedone del bianco · g2 pedone del bianco · h2 pedone del bianco · c1 alfiere del bianco | f8 re del nero · a7 pedone del nero · b7 pedone del nero · g7 pedone del nero · h7 pedone del nero · d6 alfiere del nero · e6 pedone del nero · f6 pedone del nero · b5 pedone del bianco · a3 pedone del bianco · d3 re del bianco · e3 pedone del bianco · f2 pedone del bianco · g2 pedone del bianco · h2 pedone del bianco · c1 alfiere del bianco | f8 re del nero · a7 pedone del nero · b7 pedone del nero · g7 pedone del nero · h7 pedone del nero · d6 alfiere del nero · e6 pedone del nero · f6 pedone del nero · b5 pedone del bianco · a3 pedone del bianco · d3 re del bianco · e3 pedone del bianco · f2 pedone del bianco · g2 pedone del bianco · h2 pedone del bianco · c1 alfiere del bianco | 6 |
| 5 | f8 re del nero · a7 pedone del nero · b7 pedone del nero · g7 pedone del nero · h7 pedone del nero · d6 alfiere del nero · e6 pedone del nero · f6 pedone del nero · b5 pedone del bianco · a3 pedone del bianco · d3 re del bianco · e3 pedone del bianco · f2 pedone del bianco · g2 pedone del bianco · h2 pedone del bianco · c1 alfiere del bianco | f8 re del nero · a7 pedone del nero · b7 pedone del nero · g7 pedone del nero · h7 pedone del nero · d6 alfiere del nero · e6 pedone del nero · f6 pedone del nero · b5 pedone del bianco · a3 pedone del bianco · d3 re del bianco · e3 pedone del bianco · f2 pedone del bianco · g2 pedone del bianco · h2 pedone del bianco · c1 alfiere del bianco | f8 re del nero · a7 pedone del nero · b7 pedone del nero · g7 pedone del nero · h7 pedone del nero · d6 alfiere del nero · e6 pedone del nero · f6 pedone del nero · b5 pedone del bianco · a3 pedone del bianco · d3 re del bianco · e3 pedone del bianco · f2 pedone del bianco · g2 pedone del bianco · h2 pedone del bianco · c1 alfiere del bianco | f8 re del nero · a7 pedone del nero · b7 pedone del nero · g7 pedone del nero · h7 pedone del nero · d6 alfiere del nero · e6 pedone del nero · f6 pedone del nero · b5 pedone del bianco · a3 pedone del bianco · d3 re del bianco · e3 pedone del bianco · f2 pedone del bianco · g2 pedone del bianco · h2 pedone del bianco · c1 alfiere del bianco | f8 re del nero · a7 pedone del nero · b7 pedone del nero · g7 pedone del nero · h7 pedone del nero · d6 alfiere del nero · e6 pedone del nero · f6 pedone del nero · b5 pedone del bianco · a3 pedone del bianco · d3 re del bianco · e3 pedone del bianco · f2 pedone del bianco · g2 pedone del bianco · h2 pedone del bianco · c1 alfiere del bianco | f8 re del nero · a7 pedone del nero · b7 pedone del nero · g7 pedone del nero · h7 pedone del nero · d6 alfiere del nero · e6 pedone del nero · f6 pedone del nero · b5 pedone del bianco · a3 pedone del bianco · d3 re del bianco · e3 pedone del bianco · f2 pedone del bianco · g2 pedone del bianco · h2 pedone del bianco · c1 alfiere del bianco | f8 re del nero · a7 pedone del nero · b7 pedone del nero · g7 pedone del nero · h7 pedone del nero · d6 alfiere del nero · e6 pedone del nero · f6 pedone del nero · b5 pedone del bianco · a3 pedone del bianco · d3 re del bianco · e3 pedone del bianco · f2 pedone del bianco · g2 pedone del bianco · h2 pedone del bianco · c1 alfiere del bianco | f8 re del nero · a7 pedone del nero · b7 pedone del nero · g7 pedone del nero · h7 pedone del nero · d6 alfiere del nero · e6 pedone del nero · f6 pedone del nero · b5 pedone del bianco · a3 pedone del bianco · d3 re del bianco · e3 pedone del bianco · f2 pedone del bianco · g2 pedone del bianco · h2 pedone del bianco · c1 alfiere del bianco | 5 |
| 4 | f8 re del nero · a7 pedone del nero · b7 pedone del nero · g7 pedone del nero · h7 pedone del nero · d6 alfiere del nero · e6 pedone del nero · f6 pedone del nero · b5 pedone del bianco · a3 pedone del bianco · d3 re del bianco · e3 pedone del bianco · f2 pedone del bianco · g2 pedone del bianco · h2 pedone del bianco · c1 alfiere del bianco | f8 re del nero · a7 pedone del nero · b7 pedone del nero · g7 pedone del nero · h7 pedone del nero · d6 alfiere del nero · e6 pedone del nero · f6 pedone del nero · b5 pedone del bianco · a3 pedone del bianco · d3 re del bianco · e3 pedone del bianco · f2 pedone del bianco · g2 pedone del bianco · h2 pedone del bianco · c1 alfiere del bianco | f8 re del nero · a7 pedone del nero · b7 pedone del nero · g7 pedone del nero · h7 pedone del nero · d6 alfiere del nero · e6 pedone del nero · f6 pedone del nero · b5 pedone del bianco · a3 pedone del bianco · d3 re del bianco · e3 pedone del bianco · f2 pedone del bianco · g2 pedone del bianco · h2 pedone del bianco · c1 alfiere del bianco | f8 re del nero · a7 pedone del nero · b7 pedone del nero · g7 pedone del nero · h7 pedone del nero · d6 alfiere del nero · e6 pedone del nero · f6 pedone del nero · b5 pedone del bianco · a3 pedone del bianco · d3 re del bianco · e3 pedone del bianco · f2 pedone del bianco · g2 pedone del bianco · h2 pedone del bianco · c1 alfiere del bianco | f8 re del nero · a7 pedone del nero · b7 pedone del nero · g7 pedone del nero · h7 pedone del nero · d6 alfiere del nero · e6 pedone del nero · f6 pedone del nero · b5 pedone del bianco · a3 pedone del bianco · d3 re del bianco · e3 pedone del bianco · f2 pedone del bianco · g2 pedone del bianco · h2 pedone del bianco · c1 alfiere del bianco | f8 re del nero · a7 pedone del nero · b7 pedone del nero · g7 pedone del nero · h7 pedone del nero · d6 alfiere del nero · e6 pedone del nero · f6 pedone del nero · b5 pedone del bianco · a3 pedone del bianco · d3 re del bianco · e3 pedone del bianco · f2 pedone del bianco · g2 pedone del bianco · h2 pedone del bianco · c1 alfiere del bianco | f8 re del nero · a7 pedone del nero · b7 pedone del nero · g7 pedone del nero · h7 pedone del nero · d6 alfiere del nero · e6 pedone del nero · f6 pedone del nero · b5 pedone del bianco · a3 pedone del bianco · d3 re del bianco · e3 pedone del bianco · f2 pedone del bianco · g2 pedone del bianco · h2 pedone del bianco · c1 alfiere del bianco | f8 re del nero · a7 pedone del nero · b7 pedone del nero · g7 pedone del nero · h7 pedone del nero · d6 alfiere del nero · e6 pedone del nero · f6 pedone del nero · b5 pedone del bianco · a3 pedone del bianco · d3 re del bianco · e3 pedone del bianco · f2 pedone del bianco · g2 pedone del bianco · h2 pedone del bianco · c1 alfiere del bianco | 4 |
| 3 | f8 re del nero · a7 pedone del nero · b7 pedone del nero · g7 pedone del nero · h7 pedone del nero · d6 alfiere del nero · e6 pedone del nero · f6 pedone del nero · b5 pedone del bianco · a3 pedone del bianco · d3 re del bianco · e3 pedone del bianco · f2 pedone del bianco · g2 pedone del bianco · h2 pedone del bianco · c1 alfiere del bianco | f8 re del nero · a7 pedone del nero · b7 pedone del nero · g7 pedone del nero · h7 pedone del nero · d6 alfiere del nero · e6 pedone del nero · f6 pedone del nero · b5 pedone del bianco · a3 pedone del bianco · d3 re del bianco · e3 pedone del bianco · f2 pedone del bianco · g2 pedone del bianco · h2 pedone del bianco · c1 alfiere del bianco | f8 re del nero · a7 pedone del nero · b7 pedone del nero · g7 pedone del nero · h7 pedone del nero · d6 alfiere del nero · e6 pedone del nero · f6 pedone del nero · b5 pedone del bianco · a3 pedone del bianco · d3 re del bianco · e3 pedone del bianco · f2 pedone del bianco · g2 pedone del bianco · h2 pedone del bianco · c1 alfiere del bianco | f8 re del nero · a7 pedone del nero · b7 pedone del nero · g7 pedone del nero · h7 pedone del nero · d6 alfiere del nero · e6 pedone del nero · f6 pedone del nero · b5 pedone del bianco · a3 pedone del bianco · d3 re del bianco · e3 pedone del bianco · f2 pedone del bianco · g2 pedone del bianco · h2 pedone del bianco · c1 alfiere del bianco | f8 re del nero · a7 pedone del nero · b7 pedone del nero · g7 pedone del nero · h7 pedone del nero · d6 alfiere del nero · e6 pedone del nero · f6 pedone del nero · b5 pedone del bianco · a3 pedone del bianco · d3 re del bianco · e3 pedone del bianco · f2 pedone del bianco · g2 pedone del bianco · h2 pedone del bianco · c1 alfiere del bianco | f8 re del nero · a7 pedone del nero · b7 pedone del nero · g7 pedone del nero · h7 pedone del nero · d6 alfiere del nero · e6 pedone del nero · f6 pedone del nero · b5 pedone del bianco · a3 pedone del bianco · d3 re del bianco · e3 pedone del bianco · f2 pedone del bianco · g2 pedone del bianco · h2 pedone del bianco · c1 alfiere del bianco | f8 re del nero · a7 pedone del nero · b7 pedone del nero · g7 pedone del nero · h7 pedone del nero · d6 alfiere del nero · e6 pedone del nero · f6 pedone del nero · b5 pedone del bianco · a3 pedone del bianco · d3 re del bianco · e3 pedone del bianco · f2 pedone del bianco · g2 pedone del bianco · h2 pedone del bianco · c1 alfiere del bianco | f8 re del nero · a7 pedone del nero · b7 pedone del nero · g7 pedone del nero · h7 pedone del nero · d6 alfiere del nero · e6 pedone del nero · f6 pedone del nero · b5 pedone del bianco · a3 pedone del bianco · d3 re del bianco · e3 pedone del bianco · f2 pedone del bianco · g2 pedone del bianco · h2 pedone del bianco · c1 alfiere del bianco | 3 |
| 2 | f8 re del nero · a7 pedone del nero · b7 pedone del nero · g7 pedone del nero · h7 pedone del nero · d6 alfiere del nero · e6 pedone del nero · f6 pedone del nero · b5 pedone del bianco · a3 pedone del bianco · d3 re del bianco · e3 pedone del bianco · f2 pedone del bianco · g2 pedone del bianco · h2 pedone del bianco · c1 alfiere del bianco | f8 re del nero · a7 pedone del nero · b7 pedone del nero · g7 pedone del nero · h7 pedone del nero · d6 alfiere del nero · e6 pedone del nero · f6 pedone del nero · b5 pedone del bianco · a3 pedone del bianco · d3 re del bianco · e3 pedone del bianco · f2 pedone del bianco · g2 pedone del bianco · h2 pedone del bianco · c1 alfiere del bianco | f8 re del nero · a7 pedone del nero · b7 pedone del nero · g7 pedone del nero · h7 pedone del nero · d6 alfiere del nero · e6 pedone del nero · f6 pedone del nero · b5 pedone del bianco · a3 pedone del bianco · d3 re del bianco · e3 pedone del bianco · f2 pedone del bianco · g2 pedone del bianco · h2 pedone del bianco · c1 alfiere del bianco | f8 re del nero · a7 pedone del nero · b7 pedone del nero · g7 pedone del nero · h7 pedone del nero · d6 alfiere del nero · e6 pedone del nero · f6 pedone del nero · b5 pedone del bianco · a3 pedone del bianco · d3 re del bianco · e3 pedone del bianco · f2 pedone del bianco · g2 pedone del bianco · h2 pedone del bianco · c1 alfiere del bianco | f8 re del nero · a7 pedone del nero · b7 pedone del nero · g7 pedone del nero · h7 pedone del nero · d6 alfiere del nero · e6 pedone del nero · f6 pedone del nero · b5 pedone del bianco · a3 pedone del bianco · d3 re del bianco · e3 pedone del bianco · f2 pedone del bianco · g2 pedone del bianco · h2 pedone del bianco · c1 alfiere del bianco | f8 re del nero · a7 pedone del nero · b7 pedone del nero · g7 pedone del nero · h7 pedone del nero · d6 alfiere del nero · e6 pedone del nero · f6 pedone del nero · b5 pedone del bianco · a3 pedone del bianco · d3 re del bianco · e3 pedone del bianco · f2 pedone del bianco · g2 pedone del bianco · h2 pedone del bianco · c1 alfiere del bianco | f8 re del nero · a7 pedone del nero · b7 pedone del nero · g7 pedone del nero · h7 pedone del nero · d6 alfiere del nero · e6 pedone del nero · f6 pedone del nero · b5 pedone del bianco · a3 pedone del bianco · d3 re del bianco · e3 pedone del bianco · f2 pedone del bianco · g2 pedone del bianco · h2 pedone del bianco · c1 alfiere del bianco | f8 re del nero · a7 pedone del nero · b7 pedone del nero · g7 pedone del nero · h7 pedone del nero · d6 alfiere del nero · e6 pedone del nero · f6 pedone del nero · b5 pedone del bianco · a3 pedone del bianco · d3 re del bianco · e3 pedone del bianco · f2 pedone del bianco · g2 pedone del bianco · h2 pedone del bianco · c1 alfiere del bianco | 2 |
| 1 | f8 re del nero · a7 pedone del nero · b7 pedone del nero · g7 pedone del nero · h7 pedone del nero · d6 alfiere del nero · e6 pedone del nero · f6 pedone del nero · b5 pedone del bianco · a3 pedone del bianco · d3 re del bianco · e3 pedone del bianco · f2 pedone del bianco · g2 pedone del bianco · h2 pedone del bianco · c1 alfiere del bianco | f8 re del nero · a7 pedone del nero · b7 pedone del nero · g7 pedone del nero · h7 pedone del nero · d6 alfiere del nero · e6 pedone del nero · f6 pedone del nero · b5 pedone del bianco · a3 pedone del bianco · d3 re del bianco · e3 pedone del bianco · f2 pedone del bianco · g2 pedone del bianco · h2 pedone del bianco · c1 alfiere del bianco | f8 re del nero · a7 pedone del nero · b7 pedone del nero · g7 pedone del nero · h7 pedone del nero · d6 alfiere del nero · e6 pedone del nero · f6 pedone del nero · b5 pedone del bianco · a3 pedone del bianco · d3 re del bianco · e3 pedone del bianco · f2 pedone del bianco · g2 pedone del bianco · h2 pedone del bianco · c1 alfiere del bianco | f8 re del nero · a7 pedone del nero · b7 pedone del nero · g7 pedone del nero · h7 pedone del nero · d6 alfiere del nero · e6 pedone del nero · f6 pedone del nero · b5 pedone del bianco · a3 pedone del bianco · d3 re del bianco · e3 pedone del bianco · f2 pedone del bianco · g2 pedone del bianco · h2 pedone del bianco · c1 alfiere del bianco | f8 re del nero · a7 pedone del nero · b7 pedone del nero · g7 pedone del nero · h7 pedone del nero · d6 alfiere del nero · e6 pedone del nero · f6 pedone del nero · b5 pedone del bianco · a3 pedone del bianco · d3 re del bianco · e3 pedone del bianco · f2 pedone del bianco · g2 pedone del bianco · h2 pedone del bianco · c1 alfiere del bianco | f8 re del nero · a7 pedone del nero · b7 pedone del nero · g7 pedone del nero · h7 pedone del nero · d6 alfiere del nero · e6 pedone del nero · f6 pedone del nero · b5 pedone del bianco · a3 pedone del bianco · d3 re del bianco · e3 pedone del bianco · f2 pedone del bianco · g2 pedone del bianco · h2 pedone del bianco · c1 alfiere del bianco | f8 re del nero · a7 pedone del nero · b7 pedone del nero · g7 pedone del nero · h7 pedone del nero · d6 alfiere del nero · e6 pedone del nero · f6 pedone del nero · b5 pedone del bianco · a3 pedone del bianco · d3 re del bianco · e3 pedone del bianco · f2 pedone del bianco · g2 pedone del bianco · h2 pedone del bianco · c1 alfiere del bianco | f8 re del nero · a7 pedone del nero · b7 pedone del nero · g7 pedone del nero · h7 pedone del nero · d6 alfiere del nero · e6 pedone del nero · f6 pedone del nero · b5 pedone del bianco · a3 pedone del bianco · d3 re del bianco · e3 pedone del bianco · f2 pedone del bianco · g2 pedone del bianco · h2 pedone del bianco · c1 alfiere del bianco | 1 |
|   | a | b | c | d | e | f | g | h |   |

Nella prima partita, dopo regolari scambi di pezzi in una calma difesa nimzo-indiana, si raggiunse la posizione del diagramma a destra dopo 29. b5. La partita (ricordiamo che Fischer non aveva mai sconfitto Spasskij nei loro pochi incontri precedenti) sembrava avviata a una rapida patta.
Nessuno sa cosa sia saltato in mente a Fischer quando commise l'errore 29... Axh2?? (vedi notazione algebrica) in questa posizione piuttosto sterile. Anche uno scacchista principiante intuisce che il pedone di torre è avvelenato per l'alfiere. Fischer poteva davvero non prevedere 30. g3 h5 31. Re2 h4 32. Rf3 h3 33. Rg4 Ag1 34. Rxh3 Axf2 35. Ad2, intrappolando l'alfiere? Karpov ha suggerito che la ragione della svista fu l'eccessiva sicurezza. La mossa 29... Axh2 sarebbe diventata quella più famosa di Fischer. Probabilmente, però, Fischer aveva previsto 32. ... h3 33. Rg4 Ag1 34. Rxh3 Axf2 ma non aveva considerato 35. Ad2 e l'alfiere è in trappola (Kasparov 2005:434). Sorprendentemente Fischer aveva buone possibilità di pareggiare con due pedoni per l'alfiere ma pasticciò di nuovo prima del rinvio. Si ritirò alla 56ª mossa.
Occorre comunque precisare che purtroppo Fischer non rilasciava dichiarazioni dopo una partita giocata e quindi difficilmente sapremo quale fu esattamente l'idea dietro la mossa 29... Axh2. Le analisi che permisero di dire che Fischer avesse buone possibilità di pareggiare furono fatte da forti GM, e non si trovano analisi fatte da programmi scacchistici moderni, oggi in grado di giocare molto meglio degli esseri umani. Ad esempio dopo 30. g3, il piano proposto da alcuni programmi scacchistici per computer, prevede 30. ... Re7 (invece di 30. ... h5) con l'idea Rd6, Rc5 e Rxb5. In questa variante, le mosse giocate dal bianco in partita avrebbero portato ad un vantaggio dell'alfiere bianco compensati da ben 3 pedoni neri, con un re nero molto attivo ed il re bianco lontano in h2. In alternativa il re bianco avrebbe potuto fronteggiare il re nero, ma il nero sarebbe rimasto con un pedone di vantaggio. Analisi complesse andrebbero rifatte proprio anche con l'ausilio di un computer.
In seguito alla sua sconfitta Fischer avanzò ulteriori richieste agli organizzatori, tra cui quella di rimuovere tutte le telecamere dalla sala di gioco, sostenendo che il loro rumore lo disturbava. Quando le sue richieste non furono soddisfatte, rifiutò di presentarsi per la seconda partita, concedendo così la vittoria a Spasskij. Il suo successivo appello contro la decisione dei giudici fu respinto.
Con il punteggio di 2-0, la maggior parte degli osservatori credeva che il torneo fosse ormai irrimediabilmente compromesso e che Fischer avrebbe lasciato l'Islanda. Sorprendentemente non lo fece, e alcuni attribuiscono la decisione a un'altra telefonata di Henry Kissinger e al diluvio di telegrammi inviati a suo sostegno. Spasskij, animato dal rispetto per Fischer e volendo sportivamente sfidare sulla scacchiera il campione americano che tanta celebrità stava riscuotendo in tutto il mondo, diede la propria disponibilità a giocare la terza partita non sul palco principale, bensì in una piccola stanza isolata fuori dalla vista degli spettatori. Questo finì per essere un enorme errore psicologico di Spasskij.

## La svolta
|   | a | b | c | d | e | f | g | h |   |
| 8 | a8 torre del nero · c8 alfiere del nero · d8 donna del nero · e8 torre del nero · g8 re del nero · a7 pedone del nero · b7 pedone del nero · d7 cavallo del nero · f7 pedone del nero · g7 alfiere del nero · h7 pedone del nero · d6 pedone del nero · f6 cavallo del nero · g6 pedone del nero · c5 pedone del nero · d5 pedone del bianco · e4 pedone del bianco · c3 cavallo del bianco · a2 pedone del bianco · b2 pedone del bianco · c2 donna del bianco · d2 cavallo del bianco · e2 alfiere del bianco · f2 pedone del bianco · g2 pedone del bianco · h2 pedone del bianco · a1 torre del bianco · c1 alfiere del bianco · f1 torre del bianco · g1 re del bianco | a8 torre del nero · c8 alfiere del nero · d8 donna del nero · e8 torre del nero · g8 re del nero · a7 pedone del nero · b7 pedone del nero · d7 cavallo del nero · f7 pedone del nero · g7 alfiere del nero · h7 pedone del nero · d6 pedone del nero · f6 cavallo del nero · g6 pedone del nero · c5 pedone del nero · d5 pedone del bianco · e4 pedone del bianco · c3 cavallo del bianco · a2 pedone del bianco · b2 pedone del bianco · c2 donna del bianco · d2 cavallo del bianco · e2 alfiere del bianco · f2 pedone del bianco · g2 pedone del bianco · h2 pedone del bianco · a1 torre del bianco · c1 alfiere del bianco · f1 torre del bianco · g1 re del bianco | a8 torre del nero · c8 alfiere del nero · d8 donna del nero · e8 torre del nero · g8 re del nero · a7 pedone del nero · b7 pedone del nero · d7 cavallo del nero · f7 pedone del nero · g7 alfiere del nero · h7 pedone del nero · d6 pedone del nero · f6 cavallo del nero · g6 pedone del nero · c5 pedone del nero · d5 pedone del bianco · e4 pedone del bianco · c3 cavallo del bianco · a2 pedone del bianco · b2 pedone del bianco · c2 donna del bianco · d2 cavallo del bianco · e2 alfiere del bianco · f2 pedone del bianco · g2 pedone del bianco · h2 pedone del bianco · a1 torre del bianco · c1 alfiere del bianco · f1 torre del bianco · g1 re del bianco | a8 torre del nero · c8 alfiere del nero · d8 donna del nero · e8 torre del nero · g8 re del nero · a7 pedone del nero · b7 pedone del nero · d7 cavallo del nero · f7 pedone del nero · g7 alfiere del nero · h7 pedone del nero · d6 pedone del nero · f6 cavallo del nero · g6 pedone del nero · c5 pedone del nero · d5 pedone del bianco · e4 pedone del bianco · c3 cavallo del bianco · a2 pedone del bianco · b2 pedone del bianco · c2 donna del bianco · d2 cavallo del bianco · e2 alfiere del bianco · f2 pedone del bianco · g2 pedone del bianco · h2 pedone del bianco · a1 torre del bianco · c1 alfiere del bianco · f1 torre del bianco · g1 re del bianco | a8 torre del nero · c8 alfiere del nero · d8 donna del nero · e8 torre del nero · g8 re del nero · a7 pedone del nero · b7 pedone del nero · d7 cavallo del nero · f7 pedone del nero · g7 alfiere del nero · h7 pedone del nero · d6 pedone del nero · f6 cavallo del nero · g6 pedone del nero · c5 pedone del nero · d5 pedone del bianco · e4 pedone del bianco · c3 cavallo del bianco · a2 pedone del bianco · b2 pedone del bianco · c2 donna del bianco · d2 cavallo del bianco · e2 alfiere del bianco · f2 pedone del bianco · g2 pedone del bianco · h2 pedone del bianco · a1 torre del bianco · c1 alfiere del bianco · f1 torre del bianco · g1 re del bianco | a8 torre del nero · c8 alfiere del nero · d8 donna del nero · e8 torre del nero · g8 re del nero · a7 pedone del nero · b7 pedone del nero · d7 cavallo del nero · f7 pedone del nero · g7 alfiere del nero · h7 pedone del nero · d6 pedone del nero · f6 cavallo del nero · g6 pedone del nero · c5 pedone del nero · d5 pedone del bianco · e4 pedone del bianco · c3 cavallo del bianco · a2 pedone del bianco · b2 pedone del bianco · c2 donna del bianco · d2 cavallo del bianco · e2 alfiere del bianco · f2 pedone del bianco · g2 pedone del bianco · h2 pedone del bianco · a1 torre del bianco · c1 alfiere del bianco · f1 torre del bianco · g1 re del bianco | a8 torre del nero · c8 alfiere del nero · d8 donna del nero · e8 torre del nero · g8 re del nero · a7 pedone del nero · b7 pedone del nero · d7 cavallo del nero · f7 pedone del nero · g7 alfiere del nero · h7 pedone del nero · d6 pedone del nero · f6 cavallo del nero · g6 pedone del nero · c5 pedone del nero · d5 pedone del bianco · e4 pedone del bianco · c3 cavallo del bianco · a2 pedone del bianco · b2 pedone del bianco · c2 donna del bianco · d2 cavallo del bianco · e2 alfiere del bianco · f2 pedone del bianco · g2 pedone del bianco · h2 pedone del bianco · a1 torre del bianco · c1 alfiere del bianco · f1 torre del bianco · g1 re del bianco | a8 torre del nero · c8 alfiere del nero · d8 donna del nero · e8 torre del nero · g8 re del nero · a7 pedone del nero · b7 pedone del nero · d7 cavallo del nero · f7 pedone del nero · g7 alfiere del nero · h7 pedone del nero · d6 pedone del nero · f6 cavallo del nero · g6 pedone del nero · c5 pedone del nero · d5 pedone del bianco · e4 pedone del bianco · c3 cavallo del bianco · a2 pedone del bianco · b2 pedone del bianco · c2 donna del bianco · d2 cavallo del bianco · e2 alfiere del bianco · f2 pedone del bianco · g2 pedone del bianco · h2 pedone del bianco · a1 torre del bianco · c1 alfiere del bianco · f1 torre del bianco · g1 re del bianco | 8 |
| 7 | a8 torre del nero · c8 alfiere del nero · d8 donna del nero · e8 torre del nero · g8 re del nero · a7 pedone del nero · b7 pedone del nero · d7 cavallo del nero · f7 pedone del nero · g7 alfiere del nero · h7 pedone del nero · d6 pedone del nero · f6 cavallo del nero · g6 pedone del nero · c5 pedone del nero · d5 pedone del bianco · e4 pedone del bianco · c3 cavallo del bianco · a2 pedone del bianco · b2 pedone del bianco · c2 donna del bianco · d2 cavallo del bianco · e2 alfiere del bianco · f2 pedone del bianco · g2 pedone del bianco · h2 pedone del bianco · a1 torre del bianco · c1 alfiere del bianco · f1 torre del bianco · g1 re del bianco | a8 torre del nero · c8 alfiere del nero · d8 donna del nero · e8 torre del nero · g8 re del nero · a7 pedone del nero · b7 pedone del nero · d7 cavallo del nero · f7 pedone del nero · g7 alfiere del nero · h7 pedone del nero · d6 pedone del nero · f6 cavallo del nero · g6 pedone del nero · c5 pedone del nero · d5 pedone del bianco · e4 pedone del bianco · c3 cavallo del bianco · a2 pedone del bianco · b2 pedone del bianco · c2 donna del bianco · d2 cavallo del bianco · e2 alfiere del bianco · f2 pedone del bianco · g2 pedone del bianco · h2 pedone del bianco · a1 torre del bianco · c1 alfiere del bianco · f1 torre del bianco · g1 re del bianco | a8 torre del nero · c8 alfiere del nero · d8 donna del nero · e8 torre del nero · g8 re del nero · a7 pedone del nero · b7 pedone del nero · d7 cavallo del nero · f7 pedone del nero · g7 alfiere del nero · h7 pedone del nero · d6 pedone del nero · f6 cavallo del nero · g6 pedone del nero · c5 pedone del nero · d5 pedone del bianco · e4 pedone del bianco · c3 cavallo del bianco · a2 pedone del bianco · b2 pedone del bianco · c2 donna del bianco · d2 cavallo del bianco · e2 alfiere del bianco · f2 pedone del bianco · g2 pedone del bianco · h2 pedone del bianco · a1 torre del bianco · c1 alfiere del bianco · f1 torre del bianco · g1 re del bianco | a8 torre del nero · c8 alfiere del nero · d8 donna del nero · e8 torre del nero · g8 re del nero · a7 pedone del nero · b7 pedone del nero · d7 cavallo del nero · f7 pedone del nero · g7 alfiere del nero · h7 pedone del nero · d6 pedone del nero · f6 cavallo del nero · g6 pedone del nero · c5 pedone del nero · d5 pedone del bianco · e4 pedone del bianco · c3 cavallo del bianco · a2 pedone del bianco · b2 pedone del bianco · c2 donna del bianco · d2 cavallo del bianco · e2 alfiere del bianco · f2 pedone del bianco · g2 pedone del bianco · h2 pedone del bianco · a1 torre del bianco · c1 alfiere del bianco · f1 torre del bianco · g1 re del bianco | a8 torre del nero · c8 alfiere del nero · d8 donna del nero · e8 torre del nero · g8 re del nero · a7 pedone del nero · b7 pedone del nero · d7 cavallo del nero · f7 pedone del nero · g7 alfiere del nero · h7 pedone del nero · d6 pedone del nero · f6 cavallo del nero · g6 pedone del nero · c5 pedone del nero · d5 pedone del bianco · e4 pedone del bianco · c3 cavallo del bianco · a2 pedone del bianco · b2 pedone del bianco · c2 donna del bianco · d2 cavallo del bianco · e2 alfiere del bianco · f2 pedone del bianco · g2 pedone del bianco · h2 pedone del bianco · a1 torre del bianco · c1 alfiere del bianco · f1 torre del bianco · g1 re del bianco | a8 torre del nero · c8 alfiere del nero · d8 donna del nero · e8 torre del nero · g8 re del nero · a7 pedone del nero · b7 pedone del nero · d7 cavallo del nero · f7 pedone del nero · g7 alfiere del nero · h7 pedone del nero · d6 pedone del nero · f6 cavallo del nero · g6 pedone del nero · c5 pedone del nero · d5 pedone del bianco · e4 pedone del bianco · c3 cavallo del bianco · a2 pedone del bianco · b2 pedone del bianco · c2 donna del bianco · d2 cavallo del bianco · e2 alfiere del bianco · f2 pedone del bianco · g2 pedone del bianco · h2 pedone del bianco · a1 torre del bianco · c1 alfiere del bianco · f1 torre del bianco · g1 re del bianco | a8 torre del nero · c8 alfiere del nero · d8 donna del nero · e8 torre del nero · g8 re del nero · a7 pedone del nero · b7 pedone del nero · d7 cavallo del nero · f7 pedone del nero · g7 alfiere del nero · h7 pedone del nero · d6 pedone del nero · f6 cavallo del nero · g6 pedone del nero · c5 pedone del nero · d5 pedone del bianco · e4 pedone del bianco · c3 cavallo del bianco · a2 pedone del bianco · b2 pedone del bianco · c2 donna del bianco · d2 cavallo del bianco · e2 alfiere del bianco · f2 pedone del bianco · g2 pedone del bianco · h2 pedone del bianco · a1 torre del bianco · c1 alfiere del bianco · f1 torre del bianco · g1 re del bianco | a8 torre del nero · c8 alfiere del nero · d8 donna del nero · e8 torre del nero · g8 re del nero · a7 pedone del nero · b7 pedone del nero · d7 cavallo del nero · f7 pedone del nero · g7 alfiere del nero · h7 pedone del nero · d6 pedone del nero · f6 cavallo del nero · g6 pedone del nero · c5 pedone del nero · d5 pedone del bianco · e4 pedone del bianco · c3 cavallo del bianco · a2 pedone del bianco · b2 pedone del bianco · c2 donna del bianco · d2 cavallo del bianco · e2 alfiere del bianco · f2 pedone del bianco · g2 pedone del bianco · h2 pedone del bianco · a1 torre del bianco · c1 alfiere del bianco · f1 torre del bianco · g1 re del bianco | 7 |
| 6 | a8 torre del nero · c8 alfiere del nero · d8 donna del nero · e8 torre del nero · g8 re del nero · a7 pedone del nero · b7 pedone del nero · d7 cavallo del nero · f7 pedone del nero · g7 alfiere del nero · h7 pedone del nero · d6 pedone del nero · f6 cavallo del nero · g6 pedone del nero · c5 pedone del nero · d5 pedone del bianco · e4 pedone del bianco · c3 cavallo del bianco · a2 pedone del bianco · b2 pedone del bianco · c2 donna del bianco · d2 cavallo del bianco · e2 alfiere del bianco · f2 pedone del bianco · g2 pedone del bianco · h2 pedone del bianco · a1 torre del bianco · c1 alfiere del bianco · f1 torre del bianco · g1 re del bianco | a8 torre del nero · c8 alfiere del nero · d8 donna del nero · e8 torre del nero · g8 re del nero · a7 pedone del nero · b7 pedone del nero · d7 cavallo del nero · f7 pedone del nero · g7 alfiere del nero · h7 pedone del nero · d6 pedone del nero · f6 cavallo del nero · g6 pedone del nero · c5 pedone del nero · d5 pedone del bianco · e4 pedone del bianco · c3 cavallo del bianco · a2 pedone del bianco · b2 pedone del bianco · c2 donna del bianco · d2 cavallo del bianco · e2 alfiere del bianco · f2 pedone del bianco · g2 pedone del bianco · h2 pedone del bianco · a1 torre del bianco · c1 alfiere del bianco · f1 torre del bianco · g1 re del bianco | a8 torre del nero · c8 alfiere del nero · d8 donna del nero · e8 torre del nero · g8 re del nero · a7 pedone del nero · b7 pedone del nero · d7 cavallo del nero · f7 pedone del nero · g7 alfiere del nero · h7 pedone del nero · d6 pedone del nero · f6 cavallo del nero · g6 pedone del nero · c5 pedone del nero · d5 pedone del bianco · e4 pedone del bianco · c3 cavallo del bianco · a2 pedone del bianco · b2 pedone del bianco · c2 donna del bianco · d2 cavallo del bianco · e2 alfiere del bianco · f2 pedone del bianco · g2 pedone del bianco · h2 pedone del bianco · a1 torre del bianco · c1 alfiere del bianco · f1 torre del bianco · g1 re del bianco | a8 torre del nero · c8 alfiere del nero · d8 donna del nero · e8 torre del nero · g8 re del nero · a7 pedone del nero · b7 pedone del nero · d7 cavallo del nero · f7 pedone del nero · g7 alfiere del nero · h7 pedone del nero · d6 pedone del nero · f6 cavallo del nero · g6 pedone del nero · c5 pedone del nero · d5 pedone del bianco · e4 pedone del bianco · c3 cavallo del bianco · a2 pedone del bianco · b2 pedone del bianco · c2 donna del bianco · d2 cavallo del bianco · e2 alfiere del bianco · f2 pedone del bianco · g2 pedone del bianco · h2 pedone del bianco · a1 torre del bianco · c1 alfiere del bianco · f1 torre del bianco · g1 re del bianco | a8 torre del nero · c8 alfiere del nero · d8 donna del nero · e8 torre del nero · g8 re del nero · a7 pedone del nero · b7 pedone del nero · d7 cavallo del nero · f7 pedone del nero · g7 alfiere del nero · h7 pedone del nero · d6 pedone del nero · f6 cavallo del nero · g6 pedone del nero · c5 pedone del nero · d5 pedone del bianco · e4 pedone del bianco · c3 cavallo del bianco · a2 pedone del bianco · b2 pedone del bianco · c2 donna del bianco · d2 cavallo del bianco · e2 alfiere del bianco · f2 pedone del bianco · g2 pedone del bianco · h2 pedone del bianco · a1 torre del bianco · c1 alfiere del bianco · f1 torre del bianco · g1 re del bianco | a8 torre del nero · c8 alfiere del nero · d8 donna del nero · e8 torre del nero · g8 re del nero · a7 pedone del nero · b7 pedone del nero · d7 cavallo del nero · f7 pedone del nero · g7 alfiere del nero · h7 pedone del nero · d6 pedone del nero · f6 cavallo del nero · g6 pedone del nero · c5 pedone del nero · d5 pedone del bianco · e4 pedone del bianco · c3 cavallo del bianco · a2 pedone del bianco · b2 pedone del bianco · c2 donna del bianco · d2 cavallo del bianco · e2 alfiere del bianco · f2 pedone del bianco · g2 pedone del bianco · h2 pedone del bianco · a1 torre del bianco · c1 alfiere del bianco · f1 torre del bianco · g1 re del bianco | a8 torre del nero · c8 alfiere del nero · d8 donna del nero · e8 torre del nero · g8 re del nero · a7 pedone del nero · b7 pedone del nero · d7 cavallo del nero · f7 pedone del nero · g7 alfiere del nero · h7 pedone del nero · d6 pedone del nero · f6 cavallo del nero · g6 pedone del nero · c5 pedone del nero · d5 pedone del bianco · e4 pedone del bianco · c3 cavallo del bianco · a2 pedone del bianco · b2 pedone del bianco · c2 donna del bianco · d2 cavallo del bianco · e2 alfiere del bianco · f2 pedone del bianco · g2 pedone del bianco · h2 pedone del bianco · a1 torre del bianco · c1 alfiere del bianco · f1 torre del bianco · g1 re del bianco | a8 torre del nero · c8 alfiere del nero · d8 donna del nero · e8 torre del nero · g8 re del nero · a7 pedone del nero · b7 pedone del nero · d7 cavallo del nero · f7 pedone del nero · g7 alfiere del nero · h7 pedone del nero · d6 pedone del nero · f6 cavallo del nero · g6 pedone del nero · c5 pedone del nero · d5 pedone del bianco · e4 pedone del bianco · c3 cavallo del bianco · a2 pedone del bianco · b2 pedone del bianco · c2 donna del bianco · d2 cavallo del bianco · e2 alfiere del bianco · f2 pedone del bianco · g2 pedone del bianco · h2 pedone del bianco · a1 torre del bianco · c1 alfiere del bianco · f1 torre del bianco · g1 re del bianco | 6 |
| 5 | a8 torre del nero · c8 alfiere del nero · d8 donna del nero · e8 torre del nero · g8 re del nero · a7 pedone del nero · b7 pedone del nero · d7 cavallo del nero · f7 pedone del nero · g7 alfiere del nero · h7 pedone del nero · d6 pedone del nero · f6 cavallo del nero · g6 pedone del nero · c5 pedone del nero · d5 pedone del bianco · e4 pedone del bianco · c3 cavallo del bianco · a2 pedone del bianco · b2 pedone del bianco · c2 donna del bianco · d2 cavallo del bianco · e2 alfiere del bianco · f2 pedone del bianco · g2 pedone del bianco · h2 pedone del bianco · a1 torre del bianco · c1 alfiere del bianco · f1 torre del bianco · g1 re del bianco | a8 torre del nero · c8 alfiere del nero · d8 donna del nero · e8 torre del nero · g8 re del nero · a7 pedone del nero · b7 pedone del nero · d7 cavallo del nero · f7 pedone del nero · g7 alfiere del nero · h7 pedone del nero · d6 pedone del nero · f6 cavallo del nero · g6 pedone del nero · c5 pedone del nero · d5 pedone del bianco · e4 pedone del bianco · c3 cavallo del bianco · a2 pedone del bianco · b2 pedone del bianco · c2 donna del bianco · d2 cavallo del bianco · e2 alfiere del bianco · f2 pedone del bianco · g2 pedone del bianco · h2 pedone del bianco · a1 torre del bianco · c1 alfiere del bianco · f1 torre del bianco · g1 re del bianco | a8 torre del nero · c8 alfiere del nero · d8 donna del nero · e8 torre del nero · g8 re del nero · a7 pedone del nero · b7 pedone del nero · d7 cavallo del nero · f7 pedone del nero · g7 alfiere del nero · h7 pedone del nero · d6 pedone del nero · f6 cavallo del nero · g6 pedone del nero · c5 pedone del nero · d5 pedone del bianco · e4 pedone del bianco · c3 cavallo del bianco · a2 pedone del bianco · b2 pedone del bianco · c2 donna del bianco · d2 cavallo del bianco · e2 alfiere del bianco · f2 pedone del bianco · g2 pedone del bianco · h2 pedone del bianco · a1 torre del bianco · c1 alfiere del bianco · f1 torre del bianco · g1 re del bianco | a8 torre del nero · c8 alfiere del nero · d8 donna del nero · e8 torre del nero · g8 re del nero · a7 pedone del nero · b7 pedone del nero · d7 cavallo del nero · f7 pedone del nero · g7 alfiere del nero · h7 pedone del nero · d6 pedone del nero · f6 cavallo del nero · g6 pedone del nero · c5 pedone del nero · d5 pedone del bianco · e4 pedone del bianco · c3 cavallo del bianco · a2 pedone del bianco · b2 pedone del bianco · c2 donna del bianco · d2 cavallo del bianco · e2 alfiere del bianco · f2 pedone del bianco · g2 pedone del bianco · h2 pedone del bianco · a1 torre del bianco · c1 alfiere del bianco · f1 torre del bianco · g1 re del bianco | a8 torre del nero · c8 alfiere del nero · d8 donna del nero · e8 torre del nero · g8 re del nero · a7 pedone del nero · b7 pedone del nero · d7 cavallo del nero · f7 pedone del nero · g7 alfiere del nero · h7 pedone del nero · d6 pedone del nero · f6 cavallo del nero · g6 pedone del nero · c5 pedone del nero · d5 pedone del bianco · e4 pedone del bianco · c3 cavallo del bianco · a2 pedone del bianco · b2 pedone del bianco · c2 donna del bianco · d2 cavallo del bianco · e2 alfiere del bianco · f2 pedone del bianco · g2 pedone del bianco · h2 pedone del bianco · a1 torre del bianco · c1 alfiere del bianco · f1 torre del bianco · g1 re del bianco | a8 torre del nero · c8 alfiere del nero · d8 donna del nero · e8 torre del nero · g8 re del nero · a7 pedone del nero · b7 pedone del nero · d7 cavallo del nero · f7 pedone del nero · g7 alfiere del nero · h7 pedone del nero · d6 pedone del nero · f6 cavallo del nero · g6 pedone del nero · c5 pedone del nero · d5 pedone del bianco · e4 pedone del bianco · c3 cavallo del bianco · a2 pedone del bianco · b2 pedone del bianco · c2 donna del bianco · d2 cavallo del bianco · e2 alfiere del bianco · f2 pedone del bianco · g2 pedone del bianco · h2 pedone del bianco · a1 torre del bianco · c1 alfiere del bianco · f1 torre del bianco · g1 re del bianco | a8 torre del nero · c8 alfiere del nero · d8 donna del nero · e8 torre del nero · g8 re del nero · a7 pedone del nero · b7 pedone del nero · d7 cavallo del nero · f7 pedone del nero · g7 alfiere del nero · h7 pedone del nero · d6 pedone del nero · f6 cavallo del nero · g6 pedone del nero · c5 pedone del nero · d5 pedone del bianco · e4 pedone del bianco · c3 cavallo del bianco · a2 pedone del bianco · b2 pedone del bianco · c2 donna del bianco · d2 cavallo del bianco · e2 alfiere del bianco · f2 pedone del bianco · g2 pedone del bianco · h2 pedone del bianco · a1 torre del bianco · c1 alfiere del bianco · f1 torre del bianco · g1 re del bianco | a8 torre del nero · c8 alfiere del nero · d8 donna del nero · e8 torre del nero · g8 re del nero · a7 pedone del nero · b7 pedone del nero · d7 cavallo del nero · f7 pedone del nero · g7 alfiere del nero · h7 pedone del nero · d6 pedone del nero · f6 cavallo del nero · g6 pedone del nero · c5 pedone del nero · d5 pedone del bianco · e4 pedone del bianco · c3 cavallo del bianco · a2 pedone del bianco · b2 pedone del bianco · c2 donna del bianco · d2 cavallo del bianco · e2 alfiere del bianco · f2 pedone del bianco · g2 pedone del bianco · h2 pedone del bianco · a1 torre del bianco · c1 alfiere del bianco · f1 torre del bianco · g1 re del bianco | 5 |
| 4 | a8 torre del nero · c8 alfiere del nero · d8 donna del nero · e8 torre del nero · g8 re del nero · a7 pedone del nero · b7 pedone del nero · d7 cavallo del nero · f7 pedone del nero · g7 alfiere del nero · h7 pedone del nero · d6 pedone del nero · f6 cavallo del nero · g6 pedone del nero · c5 pedone del nero · d5 pedone del bianco · e4 pedone del bianco · c3 cavallo del bianco · a2 pedone del bianco · b2 pedone del bianco · c2 donna del bianco · d2 cavallo del bianco · e2 alfiere del bianco · f2 pedone del bianco · g2 pedone del bianco · h2 pedone del bianco · a1 torre del bianco · c1 alfiere del bianco · f1 torre del bianco · g1 re del bianco | a8 torre del nero · c8 alfiere del nero · d8 donna del nero · e8 torre del nero · g8 re del nero · a7 pedone del nero · b7 pedone del nero · d7 cavallo del nero · f7 pedone del nero · g7 alfiere del nero · h7 pedone del nero · d6 pedone del nero · f6 cavallo del nero · g6 pedone del nero · c5 pedone del nero · d5 pedone del bianco · e4 pedone del bianco · c3 cavallo del bianco · a2 pedone del bianco · b2 pedone del bianco · c2 donna del bianco · d2 cavallo del bianco · e2 alfiere del bianco · f2 pedone del bianco · g2 pedone del bianco · h2 pedone del bianco · a1 torre del bianco · c1 alfiere del bianco · f1 torre del bianco · g1 re del bianco | a8 torre del nero · c8 alfiere del nero · d8 donna del nero · e8 torre del nero · g8 re del nero · a7 pedone del nero · b7 pedone del nero · d7 cavallo del nero · f7 pedone del nero · g7 alfiere del nero · h7 pedone del nero · d6 pedone del nero · f6 cavallo del nero · g6 pedone del nero · c5 pedone del nero · d5 pedone del bianco · e4 pedone del bianco · c3 cavallo del bianco · a2 pedone del bianco · b2 pedone del bianco · c2 donna del bianco · d2 cavallo del bianco · e2 alfiere del bianco · f2 pedone del bianco · g2 pedone del bianco · h2 pedone del bianco · a1 torre del bianco · c1 alfiere del bianco · f1 torre del bianco · g1 re del bianco | a8 torre del nero · c8 alfiere del nero · d8 donna del nero · e8 torre del nero · g8 re del nero · a7 pedone del nero · b7 pedone del nero · d7 cavallo del nero · f7 pedone del nero · g7 alfiere del nero · h7 pedone del nero · d6 pedone del nero · f6 cavallo del nero · g6 pedone del nero · c5 pedone del nero · d5 pedone del bianco · e4 pedone del bianco · c3 cavallo del bianco · a2 pedone del bianco · b2 pedone del bianco · c2 donna del bianco · d2 cavallo del bianco · e2 alfiere del bianco · f2 pedone del bianco · g2 pedone del bianco · h2 pedone del bianco · a1 torre del bianco · c1 alfiere del bianco · f1 torre del bianco · g1 re del bianco | a8 torre del nero · c8 alfiere del nero · d8 donna del nero · e8 torre del nero · g8 re del nero · a7 pedone del nero · b7 pedone del nero · d7 cavallo del nero · f7 pedone del nero · g7 alfiere del nero · h7 pedone del nero · d6 pedone del nero · f6 cavallo del nero · g6 pedone del nero · c5 pedone del nero · d5 pedone del bianco · e4 pedone del bianco · c3 cavallo del bianco · a2 pedone del bianco · b2 pedone del bianco · c2 donna del bianco · d2 cavallo del bianco · e2 alfiere del bianco · f2 pedone del bianco · g2 pedone del bianco · h2 pedone del bianco · a1 torre del bianco · c1 alfiere del bianco · f1 torre del bianco · g1 re del bianco | a8 torre del nero · c8 alfiere del nero · d8 donna del nero · e8 torre del nero · g8 re del nero · a7 pedone del nero · b7 pedone del nero · d7 cavallo del nero · f7 pedone del nero · g7 alfiere del nero · h7 pedone del nero · d6 pedone del nero · f6 cavallo del nero · g6 pedone del nero · c5 pedone del nero · d5 pedone del bianco · e4 pedone del bianco · c3 cavallo del bianco · a2 pedone del bianco · b2 pedone del bianco · c2 donna del bianco · d2 cavallo del bianco · e2 alfiere del bianco · f2 pedone del bianco · g2 pedone del bianco · h2 pedone del bianco · a1 torre del bianco · c1 alfiere del bianco · f1 torre del bianco · g1 re del bianco | a8 torre del nero · c8 alfiere del nero · d8 donna del nero · e8 torre del nero · g8 re del nero · a7 pedone del nero · b7 pedone del nero · d7 cavallo del nero · f7 pedone del nero · g7 alfiere del nero · h7 pedone del nero · d6 pedone del nero · f6 cavallo del nero · g6 pedone del nero · c5 pedone del nero · d5 pedone del bianco · e4 pedone del bianco · c3 cavallo del bianco · a2 pedone del bianco · b2 pedone del bianco · c2 donna del bianco · d2 cavallo del bianco · e2 alfiere del bianco · f2 pedone del bianco · g2 pedone del bianco · h2 pedone del bianco · a1 torre del bianco · c1 alfiere del bianco · f1 torre del bianco · g1 re del bianco | a8 torre del nero · c8 alfiere del nero · d8 donna del nero · e8 torre del nero · g8 re del nero · a7 pedone del nero · b7 pedone del nero · d7 cavallo del nero · f7 pedone del nero · g7 alfiere del nero · h7 pedone del nero · d6 pedone del nero · f6 cavallo del nero · g6 pedone del nero · c5 pedone del nero · d5 pedone del bianco · e4 pedone del bianco · c3 cavallo del bianco · a2 pedone del bianco · b2 pedone del bianco · c2 donna del bianco · d2 cavallo del bianco · e2 alfiere del bianco · f2 pedone del bianco · g2 pedone del bianco · h2 pedone del bianco · a1 torre del bianco · c1 alfiere del bianco · f1 torre del bianco · g1 re del bianco | 4 |
| 3 | a8 torre del nero · c8 alfiere del nero · d8 donna del nero · e8 torre del nero · g8 re del nero · a7 pedone del nero · b7 pedone del nero · d7 cavallo del nero · f7 pedone del nero · g7 alfiere del nero · h7 pedone del nero · d6 pedone del nero · f6 cavallo del nero · g6 pedone del nero · c5 pedone del nero · d5 pedone del bianco · e4 pedone del bianco · c3 cavallo del bianco · a2 pedone del bianco · b2 pedone del bianco · c2 donna del bianco · d2 cavallo del bianco · e2 alfiere del bianco · f2 pedone del bianco · g2 pedone del bianco · h2 pedone del bianco · a1 torre del bianco · c1 alfiere del bianco · f1 torre del bianco · g1 re del bianco | a8 torre del nero · c8 alfiere del nero · d8 donna del nero · e8 torre del nero · g8 re del nero · a7 pedone del nero · b7 pedone del nero · d7 cavallo del nero · f7 pedone del nero · g7 alfiere del nero · h7 pedone del nero · d6 pedone del nero · f6 cavallo del nero · g6 pedone del nero · c5 pedone del nero · d5 pedone del bianco · e4 pedone del bianco · c3 cavallo del bianco · a2 pedone del bianco · b2 pedone del bianco · c2 donna del bianco · d2 cavallo del bianco · e2 alfiere del bianco · f2 pedone del bianco · g2 pedone del bianco · h2 pedone del bianco · a1 torre del bianco · c1 alfiere del bianco · f1 torre del bianco · g1 re del bianco | a8 torre del nero · c8 alfiere del nero · d8 donna del nero · e8 torre del nero · g8 re del nero · a7 pedone del nero · b7 pedone del nero · d7 cavallo del nero · f7 pedone del nero · g7 alfiere del nero · h7 pedone del nero · d6 pedone del nero · f6 cavallo del nero · g6 pedone del nero · c5 pedone del nero · d5 pedone del bianco · e4 pedone del bianco · c3 cavallo del bianco · a2 pedone del bianco · b2 pedone del bianco · c2 donna del bianco · d2 cavallo del bianco · e2 alfiere del bianco · f2 pedone del bianco · g2 pedone del bianco · h2 pedone del bianco · a1 torre del bianco · c1 alfiere del bianco · f1 torre del bianco · g1 re del bianco | a8 torre del nero · c8 alfiere del nero · d8 donna del nero · e8 torre del nero · g8 re del nero · a7 pedone del nero · b7 pedone del nero · d7 cavallo del nero · f7 pedone del nero · g7 alfiere del nero · h7 pedone del nero · d6 pedone del nero · f6 cavallo del nero · g6 pedone del nero · c5 pedone del nero · d5 pedone del bianco · e4 pedone del bianco · c3 cavallo del bianco · a2 pedone del bianco · b2 pedone del bianco · c2 donna del bianco · d2 cavallo del bianco · e2 alfiere del bianco · f2 pedone del bianco · g2 pedone del bianco · h2 pedone del bianco · a1 torre del bianco · c1 alfiere del bianco · f1 torre del bianco · g1 re del bianco | a8 torre del nero · c8 alfiere del nero · d8 donna del nero · e8 torre del nero · g8 re del nero · a7 pedone del nero · b7 pedone del nero · d7 cavallo del nero · f7 pedone del nero · g7 alfiere del nero · h7 pedone del nero · d6 pedone del nero · f6 cavallo del nero · g6 pedone del nero · c5 pedone del nero · d5 pedone del bianco · e4 pedone del bianco · c3 cavallo del bianco · a2 pedone del bianco · b2 pedone del bianco · c2 donna del bianco · d2 cavallo del bianco · e2 alfiere del bianco · f2 pedone del bianco · g2 pedone del bianco · h2 pedone del bianco · a1 torre del bianco · c1 alfiere del bianco · f1 torre del bianco · g1 re del bianco | a8 torre del nero · c8 alfiere del nero · d8 donna del nero · e8 torre del nero · g8 re del nero · a7 pedone del nero · b7 pedone del nero · d7 cavallo del nero · f7 pedone del nero · g7 alfiere del nero · h7 pedone del nero · d6 pedone del nero · f6 cavallo del nero · g6 pedone del nero · c5 pedone del nero · d5 pedone del bianco · e4 pedone del bianco · c3 cavallo del bianco · a2 pedone del bianco · b2 pedone del bianco · c2 donna del bianco · d2 cavallo del bianco · e2 alfiere del bianco · f2 pedone del bianco · g2 pedone del bianco · h2 pedone del bianco · a1 torre del bianco · c1 alfiere del bianco · f1 torre del bianco · g1 re del bianco | a8 torre del nero · c8 alfiere del nero · d8 donna del nero · e8 torre del nero · g8 re del nero · a7 pedone del nero · b7 pedone del nero · d7 cavallo del nero · f7 pedone del nero · g7 alfiere del nero · h7 pedone del nero · d6 pedone del nero · f6 cavallo del nero · g6 pedone del nero · c5 pedone del nero · d5 pedone del bianco · e4 pedone del bianco · c3 cavallo del bianco · a2 pedone del bianco · b2 pedone del bianco · c2 donna del bianco · d2 cavallo del bianco · e2 alfiere del bianco · f2 pedone del bianco · g2 pedone del bianco · h2 pedone del bianco · a1 torre del bianco · c1 alfiere del bianco · f1 torre del bianco · g1 re del bianco | a8 torre del nero · c8 alfiere del nero · d8 donna del nero · e8 torre del nero · g8 re del nero · a7 pedone del nero · b7 pedone del nero · d7 cavallo del nero · f7 pedone del nero · g7 alfiere del nero · h7 pedone del nero · d6 pedone del nero · f6 cavallo del nero · g6 pedone del nero · c5 pedone del nero · d5 pedone del bianco · e4 pedone del bianco · c3 cavallo del bianco · a2 pedone del bianco · b2 pedone del bianco · c2 donna del bianco · d2 cavallo del bianco · e2 alfiere del bianco · f2 pedone del bianco · g2 pedone del bianco · h2 pedone del bianco · a1 torre del bianco · c1 alfiere del bianco · f1 torre del bianco · g1 re del bianco | 3 |
| 2 | a8 torre del nero · c8 alfiere del nero · d8 donna del nero · e8 torre del nero · g8 re del nero · a7 pedone del nero · b7 pedone del nero · d7 cavallo del nero · f7 pedone del nero · g7 alfiere del nero · h7 pedone del nero · d6 pedone del nero · f6 cavallo del nero · g6 pedone del nero · c5 pedone del nero · d5 pedone del bianco · e4 pedone del bianco · c3 cavallo del bianco · a2 pedone del bianco · b2 pedone del bianco · c2 donna del bianco · d2 cavallo del bianco · e2 alfiere del bianco · f2 pedone del bianco · g2 pedone del bianco · h2 pedone del bianco · a1 torre del bianco · c1 alfiere del bianco · f1 torre del bianco · g1 re del bianco | a8 torre del nero · c8 alfiere del nero · d8 donna del nero · e8 torre del nero · g8 re del nero · a7 pedone del nero · b7 pedone del nero · d7 cavallo del nero · f7 pedone del nero · g7 alfiere del nero · h7 pedone del nero · d6 pedone del nero · f6 cavallo del nero · g6 pedone del nero · c5 pedone del nero · d5 pedone del bianco · e4 pedone del bianco · c3 cavallo del bianco · a2 pedone del bianco · b2 pedone del bianco · c2 donna del bianco · d2 cavallo del bianco · e2 alfiere del bianco · f2 pedone del bianco · g2 pedone del bianco · h2 pedone del bianco · a1 torre del bianco · c1 alfiere del bianco · f1 torre del bianco · g1 re del bianco | a8 torre del nero · c8 alfiere del nero · d8 donna del nero · e8 torre del nero · g8 re del nero · a7 pedone del nero · b7 pedone del nero · d7 cavallo del nero · f7 pedone del nero · g7 alfiere del nero · h7 pedone del nero · d6 pedone del nero · f6 cavallo del nero · g6 pedone del nero · c5 pedone del nero · d5 pedone del bianco · e4 pedone del bianco · c3 cavallo del bianco · a2 pedone del bianco · b2 pedone del bianco · c2 donna del bianco · d2 cavallo del bianco · e2 alfiere del bianco · f2 pedone del bianco · g2 pedone del bianco · h2 pedone del bianco · a1 torre del bianco · c1 alfiere del bianco · f1 torre del bianco · g1 re del bianco | a8 torre del nero · c8 alfiere del nero · d8 donna del nero · e8 torre del nero · g8 re del nero · a7 pedone del nero · b7 pedone del nero · d7 cavallo del nero · f7 pedone del nero · g7 alfiere del nero · h7 pedone del nero · d6 pedone del nero · f6 cavallo del nero · g6 pedone del nero · c5 pedone del nero · d5 pedone del bianco · e4 pedone del bianco · c3 cavallo del bianco · a2 pedone del bianco · b2 pedone del bianco · c2 donna del bianco · d2 cavallo del bianco · e2 alfiere del bianco · f2 pedone del bianco · g2 pedone del bianco · h2 pedone del bianco · a1 torre del bianco · c1 alfiere del bianco · f1 torre del bianco · g1 re del bianco | a8 torre del nero · c8 alfiere del nero · d8 donna del nero · e8 torre del nero · g8 re del nero · a7 pedone del nero · b7 pedone del nero · d7 cavallo del nero · f7 pedone del nero · g7 alfiere del nero · h7 pedone del nero · d6 pedone del nero · f6 cavallo del nero · g6 pedone del nero · c5 pedone del nero · d5 pedone del bianco · e4 pedone del bianco · c3 cavallo del bianco · a2 pedone del bianco · b2 pedone del bianco · c2 donna del bianco · d2 cavallo del bianco · e2 alfiere del bianco · f2 pedone del bianco · g2 pedone del bianco · h2 pedone del bianco · a1 torre del bianco · c1 alfiere del bianco · f1 torre del bianco · g1 re del bianco | a8 torre del nero · c8 alfiere del nero · d8 donna del nero · e8 torre del nero · g8 re del nero · a7 pedone del nero · b7 pedone del nero · d7 cavallo del nero · f7 pedone del nero · g7 alfiere del nero · h7 pedone del nero · d6 pedone del nero · f6 cavallo del nero · g6 pedone del nero · c5 pedone del nero · d5 pedone del bianco · e4 pedone del bianco · c3 cavallo del bianco · a2 pedone del bianco · b2 pedone del bianco · c2 donna del bianco · d2 cavallo del bianco · e2 alfiere del bianco · f2 pedone del bianco · g2 pedone del bianco · h2 pedone del bianco · a1 torre del bianco · c1 alfiere del bianco · f1 torre del bianco · g1 re del bianco | a8 torre del nero · c8 alfiere del nero · d8 donna del nero · e8 torre del nero · g8 re del nero · a7 pedone del nero · b7 pedone del nero · d7 cavallo del nero · f7 pedone del nero · g7 alfiere del nero · h7 pedone del nero · d6 pedone del nero · f6 cavallo del nero · g6 pedone del nero · c5 pedone del nero · d5 pedone del bianco · e4 pedone del bianco · c3 cavallo del bianco · a2 pedone del bianco · b2 pedone del bianco · c2 donna del bianco · d2 cavallo del bianco · e2 alfiere del bianco · f2 pedone del bianco · g2 pedone del bianco · h2 pedone del bianco · a1 torre del bianco · c1 alfiere del bianco · f1 torre del bianco · g1 re del bianco | a8 torre del nero · c8 alfiere del nero · d8 donna del nero · e8 torre del nero · g8 re del nero · a7 pedone del nero · b7 pedone del nero · d7 cavallo del nero · f7 pedone del nero · g7 alfiere del nero · h7 pedone del nero · d6 pedone del nero · f6 cavallo del nero · g6 pedone del nero · c5 pedone del nero · d5 pedone del bianco · e4 pedone del bianco · c3 cavallo del bianco · a2 pedone del bianco · b2 pedone del bianco · c2 donna del bianco · d2 cavallo del bianco · e2 alfiere del bianco · f2 pedone del bianco · g2 pedone del bianco · h2 pedone del bianco · a1 torre del bianco · c1 alfiere del bianco · f1 torre del bianco · g1 re del bianco | 2 |
| 1 | a8 torre del nero · c8 alfiere del nero · d8 donna del nero · e8 torre del nero · g8 re del nero · a7 pedone del nero · b7 pedone del nero · d7 cavallo del nero · f7 pedone del nero · g7 alfiere del nero · h7 pedone del nero · d6 pedone del nero · f6 cavallo del nero · g6 pedone del nero · c5 pedone del nero · d5 pedone del bianco · e4 pedone del bianco · c3 cavallo del bianco · a2 pedone del bianco · b2 pedone del bianco · c2 donna del bianco · d2 cavallo del bianco · e2 alfiere del bianco · f2 pedone del bianco · g2 pedone del bianco · h2 pedone del bianco · a1 torre del bianco · c1 alfiere del bianco · f1 torre del bianco · g1 re del bianco | a8 torre del nero · c8 alfiere del nero · d8 donna del nero · e8 torre del nero · g8 re del nero · a7 pedone del nero · b7 pedone del nero · d7 cavallo del nero · f7 pedone del nero · g7 alfiere del nero · h7 pedone del nero · d6 pedone del nero · f6 cavallo del nero · g6 pedone del nero · c5 pedone del nero · d5 pedone del bianco · e4 pedone del bianco · c3 cavallo del bianco · a2 pedone del bianco · b2 pedone del bianco · c2 donna del bianco · d2 cavallo del bianco · e2 alfiere del bianco · f2 pedone del bianco · g2 pedone del bianco · h2 pedone del bianco · a1 torre del bianco · c1 alfiere del bianco · f1 torre del bianco · g1 re del bianco | a8 torre del nero · c8 alfiere del nero · d8 donna del nero · e8 torre del nero · g8 re del nero · a7 pedone del nero · b7 pedone del nero · d7 cavallo del nero · f7 pedone del nero · g7 alfiere del nero · h7 pedone del nero · d6 pedone del nero · f6 cavallo del nero · g6 pedone del nero · c5 pedone del nero · d5 pedone del bianco · e4 pedone del bianco · c3 cavallo del bianco · a2 pedone del bianco · b2 pedone del bianco · c2 donna del bianco · d2 cavallo del bianco · e2 alfiere del bianco · f2 pedone del bianco · g2 pedone del bianco · h2 pedone del bianco · a1 torre del bianco · c1 alfiere del bianco · f1 torre del bianco · g1 re del bianco | a8 torre del nero · c8 alfiere del nero · d8 donna del nero · e8 torre del nero · g8 re del nero · a7 pedone del nero · b7 pedone del nero · d7 cavallo del nero · f7 pedone del nero · g7 alfiere del nero · h7 pedone del nero · d6 pedone del nero · f6 cavallo del nero · g6 pedone del nero · c5 pedone del nero · d5 pedone del bianco · e4 pedone del bianco · c3 cavallo del bianco · a2 pedone del bianco · b2 pedone del bianco · c2 donna del bianco · d2 cavallo del bianco · e2 alfiere del bianco · f2 pedone del bianco · g2 pedone del bianco · h2 pedone del bianco · a1 torre del bianco · c1 alfiere del bianco · f1 torre del bianco · g1 re del bianco | a8 torre del nero · c8 alfiere del nero · d8 donna del nero · e8 torre del nero · g8 re del nero · a7 pedone del nero · b7 pedone del nero · d7 cavallo del nero · f7 pedone del nero · g7 alfiere del nero · h7 pedone del nero · d6 pedone del nero · f6 cavallo del nero · g6 pedone del nero · c5 pedone del nero · d5 pedone del bianco · e4 pedone del bianco · c3 cavallo del bianco · a2 pedone del bianco · b2 pedone del bianco · c2 donna del bianco · d2 cavallo del bianco · e2 alfiere del bianco · f2 pedone del bianco · g2 pedone del bianco · h2 pedone del bianco · a1 torre del bianco · c1 alfiere del bianco · f1 torre del bianco · g1 re del bianco | a8 torre del nero · c8 alfiere del nero · d8 donna del nero · e8 torre del nero · g8 re del nero · a7 pedone del nero · b7 pedone del nero · d7 cavallo del nero · f7 pedone del nero · g7 alfiere del nero · h7 pedone del nero · d6 pedone del nero · f6 cavallo del nero · g6 pedone del nero · c5 pedone del nero · d5 pedone del bianco · e4 pedone del bianco · c3 cavallo del bianco · a2 pedone del bianco · b2 pedone del bianco · c2 donna del bianco · d2 cavallo del bianco · e2 alfiere del bianco · f2 pedone del bianco · g2 pedone del bianco · h2 pedone del bianco · a1 torre del bianco · c1 alfiere del bianco · f1 torre del bianco · g1 re del bianco | a8 torre del nero · c8 alfiere del nero · d8 donna del nero · e8 torre del nero · g8 re del nero · a7 pedone del nero · b7 pedone del nero · d7 cavallo del nero · f7 pedone del nero · g7 alfiere del nero · h7 pedone del nero · d6 pedone del nero · f6 cavallo del nero · g6 pedone del nero · c5 pedone del nero · d5 pedone del bianco · e4 pedone del bianco · c3 cavallo del bianco · a2 pedone del bianco · b2 pedone del bianco · c2 donna del bianco · d2 cavallo del bianco · e2 alfiere del bianco · f2 pedone del bianco · g2 pedone del bianco · h2 pedone del bianco · a1 torre del bianco · c1 alfiere del bianco · f1 torre del bianco · g1 re del bianco | a8 torre del nero · c8 alfiere del nero · d8 donna del nero · e8 torre del nero · g8 re del nero · a7 pedone del nero · b7 pedone del nero · d7 cavallo del nero · f7 pedone del nero · g7 alfiere del nero · h7 pedone del nero · d6 pedone del nero · f6 cavallo del nero · g6 pedone del nero · c5 pedone del nero · d5 pedone del bianco · e4 pedone del bianco · c3 cavallo del bianco · a2 pedone del bianco · b2 pedone del bianco · c2 donna del bianco · d2 cavallo del bianco · e2 alfiere del bianco · f2 pedone del bianco · g2 pedone del bianco · h2 pedone del bianco · a1 torre del bianco · c1 alfiere del bianco · f1 torre del bianco · g1 re del bianco | 1 |
|   | a | b | c | d | e | f | g | h |   |

Per usare le parole di Lombardy:
«Quando Bobby arrivò, Boris era, come al solito, seduto al tavolo. Bobby non si sedette ma gironzolò ispezionando l'attrezzatura dei cameraman, e a questo punto Boris tradì un'indignata agitazione. Bobby controllò il telecomando della telecamera per possibili fonti di rumore. Schmid osservava la procedura e diventò ansioso. Sentiva che la partita era ancora una volta a rischio. Schmid prese Bobby per un braccio tentando di farlo dirigere verso il tavolo. Bobby respinse le sue suppliche. "Il grande maestro americano si concesse grande libertà nei commenti, che a sentirli erano tutt'altro che condivisibili", disse Spasskij più tardi. Finalmente soddisfatto della telecamera, si preparò per la partita». Sarebbe stata la svolta dell'incontro.
Dopo 1. d4 Cf6 2. c4 e6 3. Cf3 c5 4. d5 exd5 5. cxd5 d6 6. Cc3 g6 (difesa Benoni) 7. Cd2 Cbd7 8. e4 Ag7 9. Ae2 O-O 10. O-O Te8 11. Dc2, si giunse alla posizione del diagramma a destra. Fischer dimostrò il suo acuto senso intuitivo della posizione con 11... Ch5! La mossa viola un'intera serie di regole di apertura del passato, ma in questa posizione la valutazione, fatta da Fischer, che il suo attacco sul lato di re rompe gli svantaggi della mossa è corretta.
Spasskij continuò con lo stile passivo che aveva adoperato nella prima partita e che in verità aveva caratterizzato il suo gioco fin da quando era asceso al trono degli scacchi. Perse dopo 12. Axh5 gxh5 13. Cc4 Ce5 14. Ce3 Dh4 15. Ad2 Cg4 16. Cxg4 hxg4 17. Af4 Df6 18. g3 Ad7 19. a4 b6 20. Tfe1 a6 21. Te2 b5 22. Tae1 Dg6 23. b3 Te7 24. Dd3 Tb8 25. axb5 axb5 26. b4 c4 27. Dd2 Tbe8 28. Te3 h5 29. T3e2 Rh7 30. Te3 Rg8 31. T3e2 Axc3 32. Dxc3 Txe4 33. Txe4 Txe4 34. Txe4 Dxe4 35. Ah6 Dg6 36. Ac1 Db1 37. Rf1 Af5 38. Re2 De4+ 39. De3 Dc2+ 40. Dd2 Db3 41. Dd4 Ad3+ 0-1. Fu questa la prima vittoria di Fischer contro Spasskij.
|   | a | b | c | d | e | f | g | h |   |
| 8 | f8 re del nero · d7 alfiere del nero · g7 pedone del nero · b6 pedone del nero · g6 donna del nero · h6 pedone del nero · a5 pedone del nero · c5 pedone del nero · d5 pedone del bianco · e5 pedone del nero · g5 pedone del nero · a4 pedone del bianco · c4 pedone del bianco · e4 pedone del bianco · f4 cavallo del nero · c3 pedone del bianco · d3 donna del bianco · g2 pedone del bianco · h2 pedone del bianco · d1 alfiere del bianco · e1 alfiere del bianco · g1 re del bianco | f8 re del nero · d7 alfiere del nero · g7 pedone del nero · b6 pedone del nero · g6 donna del nero · h6 pedone del nero · a5 pedone del nero · c5 pedone del nero · d5 pedone del bianco · e5 pedone del nero · g5 pedone del nero · a4 pedone del bianco · c4 pedone del bianco · e4 pedone del bianco · f4 cavallo del nero · c3 pedone del bianco · d3 donna del bianco · g2 pedone del bianco · h2 pedone del bianco · d1 alfiere del bianco · e1 alfiere del bianco · g1 re del bianco | f8 re del nero · d7 alfiere del nero · g7 pedone del nero · b6 pedone del nero · g6 donna del nero · h6 pedone del nero · a5 pedone del nero · c5 pedone del nero · d5 pedone del bianco · e5 pedone del nero · g5 pedone del nero · a4 pedone del bianco · c4 pedone del bianco · e4 pedone del bianco · f4 cavallo del nero · c3 pedone del bianco · d3 donna del bianco · g2 pedone del bianco · h2 pedone del bianco · d1 alfiere del bianco · e1 alfiere del bianco · g1 re del bianco | f8 re del nero · d7 alfiere del nero · g7 pedone del nero · b6 pedone del nero · g6 donna del nero · h6 pedone del nero · a5 pedone del nero · c5 pedone del nero · d5 pedone del bianco · e5 pedone del nero · g5 pedone del nero · a4 pedone del bianco · c4 pedone del bianco · e4 pedone del bianco · f4 cavallo del nero · c3 pedone del bianco · d3 donna del bianco · g2 pedone del bianco · h2 pedone del bianco · d1 alfiere del bianco · e1 alfiere del bianco · g1 re del bianco | f8 re del nero · d7 alfiere del nero · g7 pedone del nero · b6 pedone del nero · g6 donna del nero · h6 pedone del nero · a5 pedone del nero · c5 pedone del nero · d5 pedone del bianco · e5 pedone del nero · g5 pedone del nero · a4 pedone del bianco · c4 pedone del bianco · e4 pedone del bianco · f4 cavallo del nero · c3 pedone del bianco · d3 donna del bianco · g2 pedone del bianco · h2 pedone del bianco · d1 alfiere del bianco · e1 alfiere del bianco · g1 re del bianco | f8 re del nero · d7 alfiere del nero · g7 pedone del nero · b6 pedone del nero · g6 donna del nero · h6 pedone del nero · a5 pedone del nero · c5 pedone del nero · d5 pedone del bianco · e5 pedone del nero · g5 pedone del nero · a4 pedone del bianco · c4 pedone del bianco · e4 pedone del bianco · f4 cavallo del nero · c3 pedone del bianco · d3 donna del bianco · g2 pedone del bianco · h2 pedone del bianco · d1 alfiere del bianco · e1 alfiere del bianco · g1 re del bianco | f8 re del nero · d7 alfiere del nero · g7 pedone del nero · b6 pedone del nero · g6 donna del nero · h6 pedone del nero · a5 pedone del nero · c5 pedone del nero · d5 pedone del bianco · e5 pedone del nero · g5 pedone del nero · a4 pedone del bianco · c4 pedone del bianco · e4 pedone del bianco · f4 cavallo del nero · c3 pedone del bianco · d3 donna del bianco · g2 pedone del bianco · h2 pedone del bianco · d1 alfiere del bianco · e1 alfiere del bianco · g1 re del bianco | f8 re del nero · d7 alfiere del nero · g7 pedone del nero · b6 pedone del nero · g6 donna del nero · h6 pedone del nero · a5 pedone del nero · c5 pedone del nero · d5 pedone del bianco · e5 pedone del nero · g5 pedone del nero · a4 pedone del bianco · c4 pedone del bianco · e4 pedone del bianco · f4 cavallo del nero · c3 pedone del bianco · d3 donna del bianco · g2 pedone del bianco · h2 pedone del bianco · d1 alfiere del bianco · e1 alfiere del bianco · g1 re del bianco | 8 |
| 7 | f8 re del nero · d7 alfiere del nero · g7 pedone del nero · b6 pedone del nero · g6 donna del nero · h6 pedone del nero · a5 pedone del nero · c5 pedone del nero · d5 pedone del bianco · e5 pedone del nero · g5 pedone del nero · a4 pedone del bianco · c4 pedone del bianco · e4 pedone del bianco · f4 cavallo del nero · c3 pedone del bianco · d3 donna del bianco · g2 pedone del bianco · h2 pedone del bianco · d1 alfiere del bianco · e1 alfiere del bianco · g1 re del bianco | f8 re del nero · d7 alfiere del nero · g7 pedone del nero · b6 pedone del nero · g6 donna del nero · h6 pedone del nero · a5 pedone del nero · c5 pedone del nero · d5 pedone del bianco · e5 pedone del nero · g5 pedone del nero · a4 pedone del bianco · c4 pedone del bianco · e4 pedone del bianco · f4 cavallo del nero · c3 pedone del bianco · d3 donna del bianco · g2 pedone del bianco · h2 pedone del bianco · d1 alfiere del bianco · e1 alfiere del bianco · g1 re del bianco | f8 re del nero · d7 alfiere del nero · g7 pedone del nero · b6 pedone del nero · g6 donna del nero · h6 pedone del nero · a5 pedone del nero · c5 pedone del nero · d5 pedone del bianco · e5 pedone del nero · g5 pedone del nero · a4 pedone del bianco · c4 pedone del bianco · e4 pedone del bianco · f4 cavallo del nero · c3 pedone del bianco · d3 donna del bianco · g2 pedone del bianco · h2 pedone del bianco · d1 alfiere del bianco · e1 alfiere del bianco · g1 re del bianco | f8 re del nero · d7 alfiere del nero · g7 pedone del nero · b6 pedone del nero · g6 donna del nero · h6 pedone del nero · a5 pedone del nero · c5 pedone del nero · d5 pedone del bianco · e5 pedone del nero · g5 pedone del nero · a4 pedone del bianco · c4 pedone del bianco · e4 pedone del bianco · f4 cavallo del nero · c3 pedone del bianco · d3 donna del bianco · g2 pedone del bianco · h2 pedone del bianco · d1 alfiere del bianco · e1 alfiere del bianco · g1 re del bianco | f8 re del nero · d7 alfiere del nero · g7 pedone del nero · b6 pedone del nero · g6 donna del nero · h6 pedone del nero · a5 pedone del nero · c5 pedone del nero · d5 pedone del bianco · e5 pedone del nero · g5 pedone del nero · a4 pedone del bianco · c4 pedone del bianco · e4 pedone del bianco · f4 cavallo del nero · c3 pedone del bianco · d3 donna del bianco · g2 pedone del bianco · h2 pedone del bianco · d1 alfiere del bianco · e1 alfiere del bianco · g1 re del bianco | f8 re del nero · d7 alfiere del nero · g7 pedone del nero · b6 pedone del nero · g6 donna del nero · h6 pedone del nero · a5 pedone del nero · c5 pedone del nero · d5 pedone del bianco · e5 pedone del nero · g5 pedone del nero · a4 pedone del bianco · c4 pedone del bianco · e4 pedone del bianco · f4 cavallo del nero · c3 pedone del bianco · d3 donna del bianco · g2 pedone del bianco · h2 pedone del bianco · d1 alfiere del bianco · e1 alfiere del bianco · g1 re del bianco | f8 re del nero · d7 alfiere del nero · g7 pedone del nero · b6 pedone del nero · g6 donna del nero · h6 pedone del nero · a5 pedone del nero · c5 pedone del nero · d5 pedone del bianco · e5 pedone del nero · g5 pedone del nero · a4 pedone del bianco · c4 pedone del bianco · e4 pedone del bianco · f4 cavallo del nero · c3 pedone del bianco · d3 donna del bianco · g2 pedone del bianco · h2 pedone del bianco · d1 alfiere del bianco · e1 alfiere del bianco · g1 re del bianco | f8 re del nero · d7 alfiere del nero · g7 pedone del nero · b6 pedone del nero · g6 donna del nero · h6 pedone del nero · a5 pedone del nero · c5 pedone del nero · d5 pedone del bianco · e5 pedone del nero · g5 pedone del nero · a4 pedone del bianco · c4 pedone del bianco · e4 pedone del bianco · f4 cavallo del nero · c3 pedone del bianco · d3 donna del bianco · g2 pedone del bianco · h2 pedone del bianco · d1 alfiere del bianco · e1 alfiere del bianco · g1 re del bianco | 7 |
| 6 | f8 re del nero · d7 alfiere del nero · g7 pedone del nero · b6 pedone del nero · g6 donna del nero · h6 pedone del nero · a5 pedone del nero · c5 pedone del nero · d5 pedone del bianco · e5 pedone del nero · g5 pedone del nero · a4 pedone del bianco · c4 pedone del bianco · e4 pedone del bianco · f4 cavallo del nero · c3 pedone del bianco · d3 donna del bianco · g2 pedone del bianco · h2 pedone del bianco · d1 alfiere del bianco · e1 alfiere del bianco · g1 re del bianco | f8 re del nero · d7 alfiere del nero · g7 pedone del nero · b6 pedone del nero · g6 donna del nero · h6 pedone del nero · a5 pedone del nero · c5 pedone del nero · d5 pedone del bianco · e5 pedone del nero · g5 pedone del nero · a4 pedone del bianco · c4 pedone del bianco · e4 pedone del bianco · f4 cavallo del nero · c3 pedone del bianco · d3 donna del bianco · g2 pedone del bianco · h2 pedone del bianco · d1 alfiere del bianco · e1 alfiere del bianco · g1 re del bianco | f8 re del nero · d7 alfiere del nero · g7 pedone del nero · b6 pedone del nero · g6 donna del nero · h6 pedone del nero · a5 pedone del nero · c5 pedone del nero · d5 pedone del bianco · e5 pedone del nero · g5 pedone del nero · a4 pedone del bianco · c4 pedone del bianco · e4 pedone del bianco · f4 cavallo del nero · c3 pedone del bianco · d3 donna del bianco · g2 pedone del bianco · h2 pedone del bianco · d1 alfiere del bianco · e1 alfiere del bianco · g1 re del bianco | f8 re del nero · d7 alfiere del nero · g7 pedone del nero · b6 pedone del nero · g6 donna del nero · h6 pedone del nero · a5 pedone del nero · c5 pedone del nero · d5 pedone del bianco · e5 pedone del nero · g5 pedone del nero · a4 pedone del bianco · c4 pedone del bianco · e4 pedone del bianco · f4 cavallo del nero · c3 pedone del bianco · d3 donna del bianco · g2 pedone del bianco · h2 pedone del bianco · d1 alfiere del bianco · e1 alfiere del bianco · g1 re del bianco | f8 re del nero · d7 alfiere del nero · g7 pedone del nero · b6 pedone del nero · g6 donna del nero · h6 pedone del nero · a5 pedone del nero · c5 pedone del nero · d5 pedone del bianco · e5 pedone del nero · g5 pedone del nero · a4 pedone del bianco · c4 pedone del bianco · e4 pedone del bianco · f4 cavallo del nero · c3 pedone del bianco · d3 donna del bianco · g2 pedone del bianco · h2 pedone del bianco · d1 alfiere del bianco · e1 alfiere del bianco · g1 re del bianco | f8 re del nero · d7 alfiere del nero · g7 pedone del nero · b6 pedone del nero · g6 donna del nero · h6 pedone del nero · a5 pedone del nero · c5 pedone del nero · d5 pedone del bianco · e5 pedone del nero · g5 pedone del nero · a4 pedone del bianco · c4 pedone del bianco · e4 pedone del bianco · f4 cavallo del nero · c3 pedone del bianco · d3 donna del bianco · g2 pedone del bianco · h2 pedone del bianco · d1 alfiere del bianco · e1 alfiere del bianco · g1 re del bianco | f8 re del nero · d7 alfiere del nero · g7 pedone del nero · b6 pedone del nero · g6 donna del nero · h6 pedone del nero · a5 pedone del nero · c5 pedone del nero · d5 pedone del bianco · e5 pedone del nero · g5 pedone del nero · a4 pedone del bianco · c4 pedone del bianco · e4 pedone del bianco · f4 cavallo del nero · c3 pedone del bianco · d3 donna del bianco · g2 pedone del bianco · h2 pedone del bianco · d1 alfiere del bianco · e1 alfiere del bianco · g1 re del bianco | f8 re del nero · d7 alfiere del nero · g7 pedone del nero · b6 pedone del nero · g6 donna del nero · h6 pedone del nero · a5 pedone del nero · c5 pedone del nero · d5 pedone del bianco · e5 pedone del nero · g5 pedone del nero · a4 pedone del bianco · c4 pedone del bianco · e4 pedone del bianco · f4 cavallo del nero · c3 pedone del bianco · d3 donna del bianco · g2 pedone del bianco · h2 pedone del bianco · d1 alfiere del bianco · e1 alfiere del bianco · g1 re del bianco | 6 |
| 5 | f8 re del nero · d7 alfiere del nero · g7 pedone del nero · b6 pedone del nero · g6 donna del nero · h6 pedone del nero · a5 pedone del nero · c5 pedone del nero · d5 pedone del bianco · e5 pedone del nero · g5 pedone del nero · a4 pedone del bianco · c4 pedone del bianco · e4 pedone del bianco · f4 cavallo del nero · c3 pedone del bianco · d3 donna del bianco · g2 pedone del bianco · h2 pedone del bianco · d1 alfiere del bianco · e1 alfiere del bianco · g1 re del bianco | f8 re del nero · d7 alfiere del nero · g7 pedone del nero · b6 pedone del nero · g6 donna del nero · h6 pedone del nero · a5 pedone del nero · c5 pedone del nero · d5 pedone del bianco · e5 pedone del nero · g5 pedone del nero · a4 pedone del bianco · c4 pedone del bianco · e4 pedone del bianco · f4 cavallo del nero · c3 pedone del bianco · d3 donna del bianco · g2 pedone del bianco · h2 pedone del bianco · d1 alfiere del bianco · e1 alfiere del bianco · g1 re del bianco | f8 re del nero · d7 alfiere del nero · g7 pedone del nero · b6 pedone del nero · g6 donna del nero · h6 pedone del nero · a5 pedone del nero · c5 pedone del nero · d5 pedone del bianco · e5 pedone del nero · g5 pedone del nero · a4 pedone del bianco · c4 pedone del bianco · e4 pedone del bianco · f4 cavallo del nero · c3 pedone del bianco · d3 donna del bianco · g2 pedone del bianco · h2 pedone del bianco · d1 alfiere del bianco · e1 alfiere del bianco · g1 re del bianco | f8 re del nero · d7 alfiere del nero · g7 pedone del nero · b6 pedone del nero · g6 donna del nero · h6 pedone del nero · a5 pedone del nero · c5 pedone del nero · d5 pedone del bianco · e5 pedone del nero · g5 pedone del nero · a4 pedone del bianco · c4 pedone del bianco · e4 pedone del bianco · f4 cavallo del nero · c3 pedone del bianco · d3 donna del bianco · g2 pedone del bianco · h2 pedone del bianco · d1 alfiere del bianco · e1 alfiere del bianco · g1 re del bianco | f8 re del nero · d7 alfiere del nero · g7 pedone del nero · b6 pedone del nero · g6 donna del nero · h6 pedone del nero · a5 pedone del nero · c5 pedone del nero · d5 pedone del bianco · e5 pedone del nero · g5 pedone del nero · a4 pedone del bianco · c4 pedone del bianco · e4 pedone del bianco · f4 cavallo del nero · c3 pedone del bianco · d3 donna del bianco · g2 pedone del bianco · h2 pedone del bianco · d1 alfiere del bianco · e1 alfiere del bianco · g1 re del bianco | f8 re del nero · d7 alfiere del nero · g7 pedone del nero · b6 pedone del nero · g6 donna del nero · h6 pedone del nero · a5 pedone del nero · c5 pedone del nero · d5 pedone del bianco · e5 pedone del nero · g5 pedone del nero · a4 pedone del bianco · c4 pedone del bianco · e4 pedone del bianco · f4 cavallo del nero · c3 pedone del bianco · d3 donna del bianco · g2 pedone del bianco · h2 pedone del bianco · d1 alfiere del bianco · e1 alfiere del bianco · g1 re del bianco | f8 re del nero · d7 alfiere del nero · g7 pedone del nero · b6 pedone del nero · g6 donna del nero · h6 pedone del nero · a5 pedone del nero · c5 pedone del nero · d5 pedone del bianco · e5 pedone del nero · g5 pedone del nero · a4 pedone del bianco · c4 pedone del bianco · e4 pedone del bianco · f4 cavallo del nero · c3 pedone del bianco · d3 donna del bianco · g2 pedone del bianco · h2 pedone del bianco · d1 alfiere del bianco · e1 alfiere del bianco · g1 re del bianco | f8 re del nero · d7 alfiere del nero · g7 pedone del nero · b6 pedone del nero · g6 donna del nero · h6 pedone del nero · a5 pedone del nero · c5 pedone del nero · d5 pedone del bianco · e5 pedone del nero · g5 pedone del nero · a4 pedone del bianco · c4 pedone del bianco · e4 pedone del bianco · f4 cavallo del nero · c3 pedone del bianco · d3 donna del bianco · g2 pedone del bianco · h2 pedone del bianco · d1 alfiere del bianco · e1 alfiere del bianco · g1 re del bianco | 5 |
| 4 | f8 re del nero · d7 alfiere del nero · g7 pedone del nero · b6 pedone del nero · g6 donna del nero · h6 pedone del nero · a5 pedone del nero · c5 pedone del nero · d5 pedone del bianco · e5 pedone del nero · g5 pedone del nero · a4 pedone del bianco · c4 pedone del bianco · e4 pedone del bianco · f4 cavallo del nero · c3 pedone del bianco · d3 donna del bianco · g2 pedone del bianco · h2 pedone del bianco · d1 alfiere del bianco · e1 alfiere del bianco · g1 re del bianco | f8 re del nero · d7 alfiere del nero · g7 pedone del nero · b6 pedone del nero · g6 donna del nero · h6 pedone del nero · a5 pedone del nero · c5 pedone del nero · d5 pedone del bianco · e5 pedone del nero · g5 pedone del nero · a4 pedone del bianco · c4 pedone del bianco · e4 pedone del bianco · f4 cavallo del nero · c3 pedone del bianco · d3 donna del bianco · g2 pedone del bianco · h2 pedone del bianco · d1 alfiere del bianco · e1 alfiere del bianco · g1 re del bianco | f8 re del nero · d7 alfiere del nero · g7 pedone del nero · b6 pedone del nero · g6 donna del nero · h6 pedone del nero · a5 pedone del nero · c5 pedone del nero · d5 pedone del bianco · e5 pedone del nero · g5 pedone del nero · a4 pedone del bianco · c4 pedone del bianco · e4 pedone del bianco · f4 cavallo del nero · c3 pedone del bianco · d3 donna del bianco · g2 pedone del bianco · h2 pedone del bianco · d1 alfiere del bianco · e1 alfiere del bianco · g1 re del bianco | f8 re del nero · d7 alfiere del nero · g7 pedone del nero · b6 pedone del nero · g6 donna del nero · h6 pedone del nero · a5 pedone del nero · c5 pedone del nero · d5 pedone del bianco · e5 pedone del nero · g5 pedone del nero · a4 pedone del bianco · c4 pedone del bianco · e4 pedone del bianco · f4 cavallo del nero · c3 pedone del bianco · d3 donna del bianco · g2 pedone del bianco · h2 pedone del bianco · d1 alfiere del bianco · e1 alfiere del bianco · g1 re del bianco | f8 re del nero · d7 alfiere del nero · g7 pedone del nero · b6 pedone del nero · g6 donna del nero · h6 pedone del nero · a5 pedone del nero · c5 pedone del nero · d5 pedone del bianco · e5 pedone del nero · g5 pedone del nero · a4 pedone del bianco · c4 pedone del bianco · e4 pedone del bianco · f4 cavallo del nero · c3 pedone del bianco · d3 donna del bianco · g2 pedone del bianco · h2 pedone del bianco · d1 alfiere del bianco · e1 alfiere del bianco · g1 re del bianco | f8 re del nero · d7 alfiere del nero · g7 pedone del nero · b6 pedone del nero · g6 donna del nero · h6 pedone del nero · a5 pedone del nero · c5 pedone del nero · d5 pedone del bianco · e5 pedone del nero · g5 pedone del nero · a4 pedone del bianco · c4 pedone del bianco · e4 pedone del bianco · f4 cavallo del nero · c3 pedone del bianco · d3 donna del bianco · g2 pedone del bianco · h2 pedone del bianco · d1 alfiere del bianco · e1 alfiere del bianco · g1 re del bianco | f8 re del nero · d7 alfiere del nero · g7 pedone del nero · b6 pedone del nero · g6 donna del nero · h6 pedone del nero · a5 pedone del nero · c5 pedone del nero · d5 pedone del bianco · e5 pedone del nero · g5 pedone del nero · a4 pedone del bianco · c4 pedone del bianco · e4 pedone del bianco · f4 cavallo del nero · c3 pedone del bianco · d3 donna del bianco · g2 pedone del bianco · h2 pedone del bianco · d1 alfiere del bianco · e1 alfiere del bianco · g1 re del bianco | f8 re del nero · d7 alfiere del nero · g7 pedone del nero · b6 pedone del nero · g6 donna del nero · h6 pedone del nero · a5 pedone del nero · c5 pedone del nero · d5 pedone del bianco · e5 pedone del nero · g5 pedone del nero · a4 pedone del bianco · c4 pedone del bianco · e4 pedone del bianco · f4 cavallo del nero · c3 pedone del bianco · d3 donna del bianco · g2 pedone del bianco · h2 pedone del bianco · d1 alfiere del bianco · e1 alfiere del bianco · g1 re del bianco | 4 |
| 3 | f8 re del nero · d7 alfiere del nero · g7 pedone del nero · b6 pedone del nero · g6 donna del nero · h6 pedone del nero · a5 pedone del nero · c5 pedone del nero · d5 pedone del bianco · e5 pedone del nero · g5 pedone del nero · a4 pedone del bianco · c4 pedone del bianco · e4 pedone del bianco · f4 cavallo del nero · c3 pedone del bianco · d3 donna del bianco · g2 pedone del bianco · h2 pedone del bianco · d1 alfiere del bianco · e1 alfiere del bianco · g1 re del bianco | f8 re del nero · d7 alfiere del nero · g7 pedone del nero · b6 pedone del nero · g6 donna del nero · h6 pedone del nero · a5 pedone del nero · c5 pedone del nero · d5 pedone del bianco · e5 pedone del nero · g5 pedone del nero · a4 pedone del bianco · c4 pedone del bianco · e4 pedone del bianco · f4 cavallo del nero · c3 pedone del bianco · d3 donna del bianco · g2 pedone del bianco · h2 pedone del bianco · d1 alfiere del bianco · e1 alfiere del bianco · g1 re del bianco | f8 re del nero · d7 alfiere del nero · g7 pedone del nero · b6 pedone del nero · g6 donna del nero · h6 pedone del nero · a5 pedone del nero · c5 pedone del nero · d5 pedone del bianco · e5 pedone del nero · g5 pedone del nero · a4 pedone del bianco · c4 pedone del bianco · e4 pedone del bianco · f4 cavallo del nero · c3 pedone del bianco · d3 donna del bianco · g2 pedone del bianco · h2 pedone del bianco · d1 alfiere del bianco · e1 alfiere del bianco · g1 re del bianco | f8 re del nero · d7 alfiere del nero · g7 pedone del nero · b6 pedone del nero · g6 donna del nero · h6 pedone del nero · a5 pedone del nero · c5 pedone del nero · d5 pedone del bianco · e5 pedone del nero · g5 pedone del nero · a4 pedone del bianco · c4 pedone del bianco · e4 pedone del bianco · f4 cavallo del nero · c3 pedone del bianco · d3 donna del bianco · g2 pedone del bianco · h2 pedone del bianco · d1 alfiere del bianco · e1 alfiere del bianco · g1 re del bianco | f8 re del nero · d7 alfiere del nero · g7 pedone del nero · b6 pedone del nero · g6 donna del nero · h6 pedone del nero · a5 pedone del nero · c5 pedone del nero · d5 pedone del bianco · e5 pedone del nero · g5 pedone del nero · a4 pedone del bianco · c4 pedone del bianco · e4 pedone del bianco · f4 cavallo del nero · c3 pedone del bianco · d3 donna del bianco · g2 pedone del bianco · h2 pedone del bianco · d1 alfiere del bianco · e1 alfiere del bianco · g1 re del bianco | f8 re del nero · d7 alfiere del nero · g7 pedone del nero · b6 pedone del nero · g6 donna del nero · h6 pedone del nero · a5 pedone del nero · c5 pedone del nero · d5 pedone del bianco · e5 pedone del nero · g5 pedone del nero · a4 pedone del bianco · c4 pedone del bianco · e4 pedone del bianco · f4 cavallo del nero · c3 pedone del bianco · d3 donna del bianco · g2 pedone del bianco · h2 pedone del bianco · d1 alfiere del bianco · e1 alfiere del bianco · g1 re del bianco | f8 re del nero · d7 alfiere del nero · g7 pedone del nero · b6 pedone del nero · g6 donna del nero · h6 pedone del nero · a5 pedone del nero · c5 pedone del nero · d5 pedone del bianco · e5 pedone del nero · g5 pedone del nero · a4 pedone del bianco · c4 pedone del bianco · e4 pedone del bianco · f4 cavallo del nero · c3 pedone del bianco · d3 donna del bianco · g2 pedone del bianco · h2 pedone del bianco · d1 alfiere del bianco · e1 alfiere del bianco · g1 re del bianco | f8 re del nero · d7 alfiere del nero · g7 pedone del nero · b6 pedone del nero · g6 donna del nero · h6 pedone del nero · a5 pedone del nero · c5 pedone del nero · d5 pedone del bianco · e5 pedone del nero · g5 pedone del nero · a4 pedone del bianco · c4 pedone del bianco · e4 pedone del bianco · f4 cavallo del nero · c3 pedone del bianco · d3 donna del bianco · g2 pedone del bianco · h2 pedone del bianco · d1 alfiere del bianco · e1 alfiere del bianco · g1 re del bianco | 3 |
| 2 | f8 re del nero · d7 alfiere del nero · g7 pedone del nero · b6 pedone del nero · g6 donna del nero · h6 pedone del nero · a5 pedone del nero · c5 pedone del nero · d5 pedone del bianco · e5 pedone del nero · g5 pedone del nero · a4 pedone del bianco · c4 pedone del bianco · e4 pedone del bianco · f4 cavallo del nero · c3 pedone del bianco · d3 donna del bianco · g2 pedone del bianco · h2 pedone del bianco · d1 alfiere del bianco · e1 alfiere del bianco · g1 re del bianco | f8 re del nero · d7 alfiere del nero · g7 pedone del nero · b6 pedone del nero · g6 donna del nero · h6 pedone del nero · a5 pedone del nero · c5 pedone del nero · d5 pedone del bianco · e5 pedone del nero · g5 pedone del nero · a4 pedone del bianco · c4 pedone del bianco · e4 pedone del bianco · f4 cavallo del nero · c3 pedone del bianco · d3 donna del bianco · g2 pedone del bianco · h2 pedone del bianco · d1 alfiere del bianco · e1 alfiere del bianco · g1 re del bianco | f8 re del nero · d7 alfiere del nero · g7 pedone del nero · b6 pedone del nero · g6 donna del nero · h6 pedone del nero · a5 pedone del nero · c5 pedone del nero · d5 pedone del bianco · e5 pedone del nero · g5 pedone del nero · a4 pedone del bianco · c4 pedone del bianco · e4 pedone del bianco · f4 cavallo del nero · c3 pedone del bianco · d3 donna del bianco · g2 pedone del bianco · h2 pedone del bianco · d1 alfiere del bianco · e1 alfiere del bianco · g1 re del bianco | f8 re del nero · d7 alfiere del nero · g7 pedone del nero · b6 pedone del nero · g6 donna del nero · h6 pedone del nero · a5 pedone del nero · c5 pedone del nero · d5 pedone del bianco · e5 pedone del nero · g5 pedone del nero · a4 pedone del bianco · c4 pedone del bianco · e4 pedone del bianco · f4 cavallo del nero · c3 pedone del bianco · d3 donna del bianco · g2 pedone del bianco · h2 pedone del bianco · d1 alfiere del bianco · e1 alfiere del bianco · g1 re del bianco | f8 re del nero · d7 alfiere del nero · g7 pedone del nero · b6 pedone del nero · g6 donna del nero · h6 pedone del nero · a5 pedone del nero · c5 pedone del nero · d5 pedone del bianco · e5 pedone del nero · g5 pedone del nero · a4 pedone del bianco · c4 pedone del bianco · e4 pedone del bianco · f4 cavallo del nero · c3 pedone del bianco · d3 donna del bianco · g2 pedone del bianco · h2 pedone del bianco · d1 alfiere del bianco · e1 alfiere del bianco · g1 re del bianco | f8 re del nero · d7 alfiere del nero · g7 pedone del nero · b6 pedone del nero · g6 donna del nero · h6 pedone del nero · a5 pedone del nero · c5 pedone del nero · d5 pedone del bianco · e5 pedone del nero · g5 pedone del nero · a4 pedone del bianco · c4 pedone del bianco · e4 pedone del bianco · f4 cavallo del nero · c3 pedone del bianco · d3 donna del bianco · g2 pedone del bianco · h2 pedone del bianco · d1 alfiere del bianco · e1 alfiere del bianco · g1 re del bianco | f8 re del nero · d7 alfiere del nero · g7 pedone del nero · b6 pedone del nero · g6 donna del nero · h6 pedone del nero · a5 pedone del nero · c5 pedone del nero · d5 pedone del bianco · e5 pedone del nero · g5 pedone del nero · a4 pedone del bianco · c4 pedone del bianco · e4 pedone del bianco · f4 cavallo del nero · c3 pedone del bianco · d3 donna del bianco · g2 pedone del bianco · h2 pedone del bianco · d1 alfiere del bianco · e1 alfiere del bianco · g1 re del bianco | f8 re del nero · d7 alfiere del nero · g7 pedone del nero · b6 pedone del nero · g6 donna del nero · h6 pedone del nero · a5 pedone del nero · c5 pedone del nero · d5 pedone del bianco · e5 pedone del nero · g5 pedone del nero · a4 pedone del bianco · c4 pedone del bianco · e4 pedone del bianco · f4 cavallo del nero · c3 pedone del bianco · d3 donna del bianco · g2 pedone del bianco · h2 pedone del bianco · d1 alfiere del bianco · e1 alfiere del bianco · g1 re del bianco | 2 |
| 1 | f8 re del nero · d7 alfiere del nero · g7 pedone del nero · b6 pedone del nero · g6 donna del nero · h6 pedone del nero · a5 pedone del nero · c5 pedone del nero · d5 pedone del bianco · e5 pedone del nero · g5 pedone del nero · a4 pedone del bianco · c4 pedone del bianco · e4 pedone del bianco · f4 cavallo del nero · c3 pedone del bianco · d3 donna del bianco · g2 pedone del bianco · h2 pedone del bianco · d1 alfiere del bianco · e1 alfiere del bianco · g1 re del bianco | f8 re del nero · d7 alfiere del nero · g7 pedone del nero · b6 pedone del nero · g6 donna del nero · h6 pedone del nero · a5 pedone del nero · c5 pedone del nero · d5 pedone del bianco · e5 pedone del nero · g5 pedone del nero · a4 pedone del bianco · c4 pedone del bianco · e4 pedone del bianco · f4 cavallo del nero · c3 pedone del bianco · d3 donna del bianco · g2 pedone del bianco · h2 pedone del bianco · d1 alfiere del bianco · e1 alfiere del bianco · g1 re del bianco | f8 re del nero · d7 alfiere del nero · g7 pedone del nero · b6 pedone del nero · g6 donna del nero · h6 pedone del nero · a5 pedone del nero · c5 pedone del nero · d5 pedone del bianco · e5 pedone del nero · g5 pedone del nero · a4 pedone del bianco · c4 pedone del bianco · e4 pedone del bianco · f4 cavallo del nero · c3 pedone del bianco · d3 donna del bianco · g2 pedone del bianco · h2 pedone del bianco · d1 alfiere del bianco · e1 alfiere del bianco · g1 re del bianco | f8 re del nero · d7 alfiere del nero · g7 pedone del nero · b6 pedone del nero · g6 donna del nero · h6 pedone del nero · a5 pedone del nero · c5 pedone del nero · d5 pedone del bianco · e5 pedone del nero · g5 pedone del nero · a4 pedone del bianco · c4 pedone del bianco · e4 pedone del bianco · f4 cavallo del nero · c3 pedone del bianco · d3 donna del bianco · g2 pedone del bianco · h2 pedone del bianco · d1 alfiere del bianco · e1 alfiere del bianco · g1 re del bianco | f8 re del nero · d7 alfiere del nero · g7 pedone del nero · b6 pedone del nero · g6 donna del nero · h6 pedone del nero · a5 pedone del nero · c5 pedone del nero · d5 pedone del bianco · e5 pedone del nero · g5 pedone del nero · a4 pedone del bianco · c4 pedone del bianco · e4 pedone del bianco · f4 cavallo del nero · c3 pedone del bianco · d3 donna del bianco · g2 pedone del bianco · h2 pedone del bianco · d1 alfiere del bianco · e1 alfiere del bianco · g1 re del bianco | f8 re del nero · d7 alfiere del nero · g7 pedone del nero · b6 pedone del nero · g6 donna del nero · h6 pedone del nero · a5 pedone del nero · c5 pedone del nero · d5 pedone del bianco · e5 pedone del nero · g5 pedone del nero · a4 pedone del bianco · c4 pedone del bianco · e4 pedone del bianco · f4 cavallo del nero · c3 pedone del bianco · d3 donna del bianco · g2 pedone del bianco · h2 pedone del bianco · d1 alfiere del bianco · e1 alfiere del bianco · g1 re del bianco | f8 re del nero · d7 alfiere del nero · g7 pedone del nero · b6 pedone del nero · g6 donna del nero · h6 pedone del nero · a5 pedone del nero · c5 pedone del nero · d5 pedone del bianco · e5 pedone del nero · g5 pedone del nero · a4 pedone del bianco · c4 pedone del bianco · e4 pedone del bianco · f4 cavallo del nero · c3 pedone del bianco · d3 donna del bianco · g2 pedone del bianco · h2 pedone del bianco · d1 alfiere del bianco · e1 alfiere del bianco · g1 re del bianco | f8 re del nero · d7 alfiere del nero · g7 pedone del nero · b6 pedone del nero · g6 donna del nero · h6 pedone del nero · a5 pedone del nero · c5 pedone del nero · d5 pedone del bianco · e5 pedone del nero · g5 pedone del nero · a4 pedone del bianco · c4 pedone del bianco · e4 pedone del bianco · f4 cavallo del nero · c3 pedone del bianco · d3 donna del bianco · g2 pedone del bianco · h2 pedone del bianco · d1 alfiere del bianco · e1 alfiere del bianco · g1 re del bianco | 1 |
|   | a | b | c | d | e | f | g | h |   |

Dopo la partita lo spirito di Fischer migliorò, mentre Spasskij, invece, smise di credere in se stesso. Nella quarta partita Spasskij adottò la siciliana con il nero. Sacrificò un pedone in apertura e, sostenuto da alcune analisi impressionanti sul suo schieramento, realizzò un forte attacco, ma non riuscì a convertirlo in una vittoria. La partita finì in parità. La quinta sfida fu un'altra nimzo-indiana e Spasskij continuò con il suo stile di gioco attendista. Dopo alcune spinte di pezzi senza scopo si trovò nella posizione del diagramma a destra. Forse la sua partita era comunque persa, ma la posò a Fischer su un piatto d'argento con 27. Dc2?? Axa4 0-1.
A questo punto l'umore di Fischer era al settimo cielo: aveva pareggiato i conti (il punteggio ora era di 2,5 a 2,5) e, sebbene le regole stipulate con la FIDE stabilissero che il campione avrebbe mantenuto il titolo se l'incontro fosse finito in parità (dopo 24 partite), l'effetto del fiasco delle prime due partite era stato cancellato. Fischer si sentiva certo di vincere l'incontro.

## La grande battaglia continua
|   | a | b | c | d | e | f | g | h |   |
| 8 | e8 donna del nero · h8 re del nero · c7 torre del nero · e7 torre del nero · g7 pedone del nero · e6 pedone del bianco · f6 cavallo del nero · h6 pedone del nero · a5 pedone del nero · c5 pedone del nero · f5 torre del bianco · a4 pedone del bianco · d4 pedone del nero · e4 donna del bianco · h4 pedone del bianco · b3 pedone del bianco · d3 alfiere del bianco · f3 torre del bianco · g2 pedone del bianco · g1 re del bianco | e8 donna del nero · h8 re del nero · c7 torre del nero · e7 torre del nero · g7 pedone del nero · e6 pedone del bianco · f6 cavallo del nero · h6 pedone del nero · a5 pedone del nero · c5 pedone del nero · f5 torre del bianco · a4 pedone del bianco · d4 pedone del nero · e4 donna del bianco · h4 pedone del bianco · b3 pedone del bianco · d3 alfiere del bianco · f3 torre del bianco · g2 pedone del bianco · g1 re del bianco | e8 donna del nero · h8 re del nero · c7 torre del nero · e7 torre del nero · g7 pedone del nero · e6 pedone del bianco · f6 cavallo del nero · h6 pedone del nero · a5 pedone del nero · c5 pedone del nero · f5 torre del bianco · a4 pedone del bianco · d4 pedone del nero · e4 donna del bianco · h4 pedone del bianco · b3 pedone del bianco · d3 alfiere del bianco · f3 torre del bianco · g2 pedone del bianco · g1 re del bianco | e8 donna del nero · h8 re del nero · c7 torre del nero · e7 torre del nero · g7 pedone del nero · e6 pedone del bianco · f6 cavallo del nero · h6 pedone del nero · a5 pedone del nero · c5 pedone del nero · f5 torre del bianco · a4 pedone del bianco · d4 pedone del nero · e4 donna del bianco · h4 pedone del bianco · b3 pedone del bianco · d3 alfiere del bianco · f3 torre del bianco · g2 pedone del bianco · g1 re del bianco | e8 donna del nero · h8 re del nero · c7 torre del nero · e7 torre del nero · g7 pedone del nero · e6 pedone del bianco · f6 cavallo del nero · h6 pedone del nero · a5 pedone del nero · c5 pedone del nero · f5 torre del bianco · a4 pedone del bianco · d4 pedone del nero · e4 donna del bianco · h4 pedone del bianco · b3 pedone del bianco · d3 alfiere del bianco · f3 torre del bianco · g2 pedone del bianco · g1 re del bianco | e8 donna del nero · h8 re del nero · c7 torre del nero · e7 torre del nero · g7 pedone del nero · e6 pedone del bianco · f6 cavallo del nero · h6 pedone del nero · a5 pedone del nero · c5 pedone del nero · f5 torre del bianco · a4 pedone del bianco · d4 pedone del nero · e4 donna del bianco · h4 pedone del bianco · b3 pedone del bianco · d3 alfiere del bianco · f3 torre del bianco · g2 pedone del bianco · g1 re del bianco | e8 donna del nero · h8 re del nero · c7 torre del nero · e7 torre del nero · g7 pedone del nero · e6 pedone del bianco · f6 cavallo del nero · h6 pedone del nero · a5 pedone del nero · c5 pedone del nero · f5 torre del bianco · a4 pedone del bianco · d4 pedone del nero · e4 donna del bianco · h4 pedone del bianco · b3 pedone del bianco · d3 alfiere del bianco · f3 torre del bianco · g2 pedone del bianco · g1 re del bianco | e8 donna del nero · h8 re del nero · c7 torre del nero · e7 torre del nero · g7 pedone del nero · e6 pedone del bianco · f6 cavallo del nero · h6 pedone del nero · a5 pedone del nero · c5 pedone del nero · f5 torre del bianco · a4 pedone del bianco · d4 pedone del nero · e4 donna del bianco · h4 pedone del bianco · b3 pedone del bianco · d3 alfiere del bianco · f3 torre del bianco · g2 pedone del bianco · g1 re del bianco | 8 |
| 7 | e8 donna del nero · h8 re del nero · c7 torre del nero · e7 torre del nero · g7 pedone del nero · e6 pedone del bianco · f6 cavallo del nero · h6 pedone del nero · a5 pedone del nero · c5 pedone del nero · f5 torre del bianco · a4 pedone del bianco · d4 pedone del nero · e4 donna del bianco · h4 pedone del bianco · b3 pedone del bianco · d3 alfiere del bianco · f3 torre del bianco · g2 pedone del bianco · g1 re del bianco | e8 donna del nero · h8 re del nero · c7 torre del nero · e7 torre del nero · g7 pedone del nero · e6 pedone del bianco · f6 cavallo del nero · h6 pedone del nero · a5 pedone del nero · c5 pedone del nero · f5 torre del bianco · a4 pedone del bianco · d4 pedone del nero · e4 donna del bianco · h4 pedone del bianco · b3 pedone del bianco · d3 alfiere del bianco · f3 torre del bianco · g2 pedone del bianco · g1 re del bianco | e8 donna del nero · h8 re del nero · c7 torre del nero · e7 torre del nero · g7 pedone del nero · e6 pedone del bianco · f6 cavallo del nero · h6 pedone del nero · a5 pedone del nero · c5 pedone del nero · f5 torre del bianco · a4 pedone del bianco · d4 pedone del nero · e4 donna del bianco · h4 pedone del bianco · b3 pedone del bianco · d3 alfiere del bianco · f3 torre del bianco · g2 pedone del bianco · g1 re del bianco | e8 donna del nero · h8 re del nero · c7 torre del nero · e7 torre del nero · g7 pedone del nero · e6 pedone del bianco · f6 cavallo del nero · h6 pedone del nero · a5 pedone del nero · c5 pedone del nero · f5 torre del bianco · a4 pedone del bianco · d4 pedone del nero · e4 donna del bianco · h4 pedone del bianco · b3 pedone del bianco · d3 alfiere del bianco · f3 torre del bianco · g2 pedone del bianco · g1 re del bianco | e8 donna del nero · h8 re del nero · c7 torre del nero · e7 torre del nero · g7 pedone del nero · e6 pedone del bianco · f6 cavallo del nero · h6 pedone del nero · a5 pedone del nero · c5 pedone del nero · f5 torre del bianco · a4 pedone del bianco · d4 pedone del nero · e4 donna del bianco · h4 pedone del bianco · b3 pedone del bianco · d3 alfiere del bianco · f3 torre del bianco · g2 pedone del bianco · g1 re del bianco | e8 donna del nero · h8 re del nero · c7 torre del nero · e7 torre del nero · g7 pedone del nero · e6 pedone del bianco · f6 cavallo del nero · h6 pedone del nero · a5 pedone del nero · c5 pedone del nero · f5 torre del bianco · a4 pedone del bianco · d4 pedone del nero · e4 donna del bianco · h4 pedone del bianco · b3 pedone del bianco · d3 alfiere del bianco · f3 torre del bianco · g2 pedone del bianco · g1 re del bianco | e8 donna del nero · h8 re del nero · c7 torre del nero · e7 torre del nero · g7 pedone del nero · e6 pedone del bianco · f6 cavallo del nero · h6 pedone del nero · a5 pedone del nero · c5 pedone del nero · f5 torre del bianco · a4 pedone del bianco · d4 pedone del nero · e4 donna del bianco · h4 pedone del bianco · b3 pedone del bianco · d3 alfiere del bianco · f3 torre del bianco · g2 pedone del bianco · g1 re del bianco | e8 donna del nero · h8 re del nero · c7 torre del nero · e7 torre del nero · g7 pedone del nero · e6 pedone del bianco · f6 cavallo del nero · h6 pedone del nero · a5 pedone del nero · c5 pedone del nero · f5 torre del bianco · a4 pedone del bianco · d4 pedone del nero · e4 donna del bianco · h4 pedone del bianco · b3 pedone del bianco · d3 alfiere del bianco · f3 torre del bianco · g2 pedone del bianco · g1 re del bianco | 7 |
| 6 | e8 donna del nero · h8 re del nero · c7 torre del nero · e7 torre del nero · g7 pedone del nero · e6 pedone del bianco · f6 cavallo del nero · h6 pedone del nero · a5 pedone del nero · c5 pedone del nero · f5 torre del bianco · a4 pedone del bianco · d4 pedone del nero · e4 donna del bianco · h4 pedone del bianco · b3 pedone del bianco · d3 alfiere del bianco · f3 torre del bianco · g2 pedone del bianco · g1 re del bianco | e8 donna del nero · h8 re del nero · c7 torre del nero · e7 torre del nero · g7 pedone del nero · e6 pedone del bianco · f6 cavallo del nero · h6 pedone del nero · a5 pedone del nero · c5 pedone del nero · f5 torre del bianco · a4 pedone del bianco · d4 pedone del nero · e4 donna del bianco · h4 pedone del bianco · b3 pedone del bianco · d3 alfiere del bianco · f3 torre del bianco · g2 pedone del bianco · g1 re del bianco | e8 donna del nero · h8 re del nero · c7 torre del nero · e7 torre del nero · g7 pedone del nero · e6 pedone del bianco · f6 cavallo del nero · h6 pedone del nero · a5 pedone del nero · c5 pedone del nero · f5 torre del bianco · a4 pedone del bianco · d4 pedone del nero · e4 donna del bianco · h4 pedone del bianco · b3 pedone del bianco · d3 alfiere del bianco · f3 torre del bianco · g2 pedone del bianco · g1 re del bianco | e8 donna del nero · h8 re del nero · c7 torre del nero · e7 torre del nero · g7 pedone del nero · e6 pedone del bianco · f6 cavallo del nero · h6 pedone del nero · a5 pedone del nero · c5 pedone del nero · f5 torre del bianco · a4 pedone del bianco · d4 pedone del nero · e4 donna del bianco · h4 pedone del bianco · b3 pedone del bianco · d3 alfiere del bianco · f3 torre del bianco · g2 pedone del bianco · g1 re del bianco | e8 donna del nero · h8 re del nero · c7 torre del nero · e7 torre del nero · g7 pedone del nero · e6 pedone del bianco · f6 cavallo del nero · h6 pedone del nero · a5 pedone del nero · c5 pedone del nero · f5 torre del bianco · a4 pedone del bianco · d4 pedone del nero · e4 donna del bianco · h4 pedone del bianco · b3 pedone del bianco · d3 alfiere del bianco · f3 torre del bianco · g2 pedone del bianco · g1 re del bianco | e8 donna del nero · h8 re del nero · c7 torre del nero · e7 torre del nero · g7 pedone del nero · e6 pedone del bianco · f6 cavallo del nero · h6 pedone del nero · a5 pedone del nero · c5 pedone del nero · f5 torre del bianco · a4 pedone del bianco · d4 pedone del nero · e4 donna del bianco · h4 pedone del bianco · b3 pedone del bianco · d3 alfiere del bianco · f3 torre del bianco · g2 pedone del bianco · g1 re del bianco | e8 donna del nero · h8 re del nero · c7 torre del nero · e7 torre del nero · g7 pedone del nero · e6 pedone del bianco · f6 cavallo del nero · h6 pedone del nero · a5 pedone del nero · c5 pedone del nero · f5 torre del bianco · a4 pedone del bianco · d4 pedone del nero · e4 donna del bianco · h4 pedone del bianco · b3 pedone del bianco · d3 alfiere del bianco · f3 torre del bianco · g2 pedone del bianco · g1 re del bianco | e8 donna del nero · h8 re del nero · c7 torre del nero · e7 torre del nero · g7 pedone del nero · e6 pedone del bianco · f6 cavallo del nero · h6 pedone del nero · a5 pedone del nero · c5 pedone del nero · f5 torre del bianco · a4 pedone del bianco · d4 pedone del nero · e4 donna del bianco · h4 pedone del bianco · b3 pedone del bianco · d3 alfiere del bianco · f3 torre del bianco · g2 pedone del bianco · g1 re del bianco | 6 |
| 5 | e8 donna del nero · h8 re del nero · c7 torre del nero · e7 torre del nero · g7 pedone del nero · e6 pedone del bianco · f6 cavallo del nero · h6 pedone del nero · a5 pedone del nero · c5 pedone del nero · f5 torre del bianco · a4 pedone del bianco · d4 pedone del nero · e4 donna del bianco · h4 pedone del bianco · b3 pedone del bianco · d3 alfiere del bianco · f3 torre del bianco · g2 pedone del bianco · g1 re del bianco | e8 donna del nero · h8 re del nero · c7 torre del nero · e7 torre del nero · g7 pedone del nero · e6 pedone del bianco · f6 cavallo del nero · h6 pedone del nero · a5 pedone del nero · c5 pedone del nero · f5 torre del bianco · a4 pedone del bianco · d4 pedone del nero · e4 donna del bianco · h4 pedone del bianco · b3 pedone del bianco · d3 alfiere del bianco · f3 torre del bianco · g2 pedone del bianco · g1 re del bianco | e8 donna del nero · h8 re del nero · c7 torre del nero · e7 torre del nero · g7 pedone del nero · e6 pedone del bianco · f6 cavallo del nero · h6 pedone del nero · a5 pedone del nero · c5 pedone del nero · f5 torre del bianco · a4 pedone del bianco · d4 pedone del nero · e4 donna del bianco · h4 pedone del bianco · b3 pedone del bianco · d3 alfiere del bianco · f3 torre del bianco · g2 pedone del bianco · g1 re del bianco | e8 donna del nero · h8 re del nero · c7 torre del nero · e7 torre del nero · g7 pedone del nero · e6 pedone del bianco · f6 cavallo del nero · h6 pedone del nero · a5 pedone del nero · c5 pedone del nero · f5 torre del bianco · a4 pedone del bianco · d4 pedone del nero · e4 donna del bianco · h4 pedone del bianco · b3 pedone del bianco · d3 alfiere del bianco · f3 torre del bianco · g2 pedone del bianco · g1 re del bianco | e8 donna del nero · h8 re del nero · c7 torre del nero · e7 torre del nero · g7 pedone del nero · e6 pedone del bianco · f6 cavallo del nero · h6 pedone del nero · a5 pedone del nero · c5 pedone del nero · f5 torre del bianco · a4 pedone del bianco · d4 pedone del nero · e4 donna del bianco · h4 pedone del bianco · b3 pedone del bianco · d3 alfiere del bianco · f3 torre del bianco · g2 pedone del bianco · g1 re del bianco | e8 donna del nero · h8 re del nero · c7 torre del nero · e7 torre del nero · g7 pedone del nero · e6 pedone del bianco · f6 cavallo del nero · h6 pedone del nero · a5 pedone del nero · c5 pedone del nero · f5 torre del bianco · a4 pedone del bianco · d4 pedone del nero · e4 donna del bianco · h4 pedone del bianco · b3 pedone del bianco · d3 alfiere del bianco · f3 torre del bianco · g2 pedone del bianco · g1 re del bianco | e8 donna del nero · h8 re del nero · c7 torre del nero · e7 torre del nero · g7 pedone del nero · e6 pedone del bianco · f6 cavallo del nero · h6 pedone del nero · a5 pedone del nero · c5 pedone del nero · f5 torre del bianco · a4 pedone del bianco · d4 pedone del nero · e4 donna del bianco · h4 pedone del bianco · b3 pedone del bianco · d3 alfiere del bianco · f3 torre del bianco · g2 pedone del bianco · g1 re del bianco | e8 donna del nero · h8 re del nero · c7 torre del nero · e7 torre del nero · g7 pedone del nero · e6 pedone del bianco · f6 cavallo del nero · h6 pedone del nero · a5 pedone del nero · c5 pedone del nero · f5 torre del bianco · a4 pedone del bianco · d4 pedone del nero · e4 donna del bianco · h4 pedone del bianco · b3 pedone del bianco · d3 alfiere del bianco · f3 torre del bianco · g2 pedone del bianco · g1 re del bianco | 5 |
| 4 | e8 donna del nero · h8 re del nero · c7 torre del nero · e7 torre del nero · g7 pedone del nero · e6 pedone del bianco · f6 cavallo del nero · h6 pedone del nero · a5 pedone del nero · c5 pedone del nero · f5 torre del bianco · a4 pedone del bianco · d4 pedone del nero · e4 donna del bianco · h4 pedone del bianco · b3 pedone del bianco · d3 alfiere del bianco · f3 torre del bianco · g2 pedone del bianco · g1 re del bianco | e8 donna del nero · h8 re del nero · c7 torre del nero · e7 torre del nero · g7 pedone del nero · e6 pedone del bianco · f6 cavallo del nero · h6 pedone del nero · a5 pedone del nero · c5 pedone del nero · f5 torre del bianco · a4 pedone del bianco · d4 pedone del nero · e4 donna del bianco · h4 pedone del bianco · b3 pedone del bianco · d3 alfiere del bianco · f3 torre del bianco · g2 pedone del bianco · g1 re del bianco | e8 donna del nero · h8 re del nero · c7 torre del nero · e7 torre del nero · g7 pedone del nero · e6 pedone del bianco · f6 cavallo del nero · h6 pedone del nero · a5 pedone del nero · c5 pedone del nero · f5 torre del bianco · a4 pedone del bianco · d4 pedone del nero · e4 donna del bianco · h4 pedone del bianco · b3 pedone del bianco · d3 alfiere del bianco · f3 torre del bianco · g2 pedone del bianco · g1 re del bianco | e8 donna del nero · h8 re del nero · c7 torre del nero · e7 torre del nero · g7 pedone del nero · e6 pedone del bianco · f6 cavallo del nero · h6 pedone del nero · a5 pedone del nero · c5 pedone del nero · f5 torre del bianco · a4 pedone del bianco · d4 pedone del nero · e4 donna del bianco · h4 pedone del bianco · b3 pedone del bianco · d3 alfiere del bianco · f3 torre del bianco · g2 pedone del bianco · g1 re del bianco | e8 donna del nero · h8 re del nero · c7 torre del nero · e7 torre del nero · g7 pedone del nero · e6 pedone del bianco · f6 cavallo del nero · h6 pedone del nero · a5 pedone del nero · c5 pedone del nero · f5 torre del bianco · a4 pedone del bianco · d4 pedone del nero · e4 donna del bianco · h4 pedone del bianco · b3 pedone del bianco · d3 alfiere del bianco · f3 torre del bianco · g2 pedone del bianco · g1 re del bianco | e8 donna del nero · h8 re del nero · c7 torre del nero · e7 torre del nero · g7 pedone del nero · e6 pedone del bianco · f6 cavallo del nero · h6 pedone del nero · a5 pedone del nero · c5 pedone del nero · f5 torre del bianco · a4 pedone del bianco · d4 pedone del nero · e4 donna del bianco · h4 pedone del bianco · b3 pedone del bianco · d3 alfiere del bianco · f3 torre del bianco · g2 pedone del bianco · g1 re del bianco | e8 donna del nero · h8 re del nero · c7 torre del nero · e7 torre del nero · g7 pedone del nero · e6 pedone del bianco · f6 cavallo del nero · h6 pedone del nero · a5 pedone del nero · c5 pedone del nero · f5 torre del bianco · a4 pedone del bianco · d4 pedone del nero · e4 donna del bianco · h4 pedone del bianco · b3 pedone del bianco · d3 alfiere del bianco · f3 torre del bianco · g2 pedone del bianco · g1 re del bianco | e8 donna del nero · h8 re del nero · c7 torre del nero · e7 torre del nero · g7 pedone del nero · e6 pedone del bianco · f6 cavallo del nero · h6 pedone del nero · a5 pedone del nero · c5 pedone del nero · f5 torre del bianco · a4 pedone del bianco · d4 pedone del nero · e4 donna del bianco · h4 pedone del bianco · b3 pedone del bianco · d3 alfiere del bianco · f3 torre del bianco · g2 pedone del bianco · g1 re del bianco | 4 |
| 3 | e8 donna del nero · h8 re del nero · c7 torre del nero · e7 torre del nero · g7 pedone del nero · e6 pedone del bianco · f6 cavallo del nero · h6 pedone del nero · a5 pedone del nero · c5 pedone del nero · f5 torre del bianco · a4 pedone del bianco · d4 pedone del nero · e4 donna del bianco · h4 pedone del bianco · b3 pedone del bianco · d3 alfiere del bianco · f3 torre del bianco · g2 pedone del bianco · g1 re del bianco | e8 donna del nero · h8 re del nero · c7 torre del nero · e7 torre del nero · g7 pedone del nero · e6 pedone del bianco · f6 cavallo del nero · h6 pedone del nero · a5 pedone del nero · c5 pedone del nero · f5 torre del bianco · a4 pedone del bianco · d4 pedone del nero · e4 donna del bianco · h4 pedone del bianco · b3 pedone del bianco · d3 alfiere del bianco · f3 torre del bianco · g2 pedone del bianco · g1 re del bianco | e8 donna del nero · h8 re del nero · c7 torre del nero · e7 torre del nero · g7 pedone del nero · e6 pedone del bianco · f6 cavallo del nero · h6 pedone del nero · a5 pedone del nero · c5 pedone del nero · f5 torre del bianco · a4 pedone del bianco · d4 pedone del nero · e4 donna del bianco · h4 pedone del bianco · b3 pedone del bianco · d3 alfiere del bianco · f3 torre del bianco · g2 pedone del bianco · g1 re del bianco | e8 donna del nero · h8 re del nero · c7 torre del nero · e7 torre del nero · g7 pedone del nero · e6 pedone del bianco · f6 cavallo del nero · h6 pedone del nero · a5 pedone del nero · c5 pedone del nero · f5 torre del bianco · a4 pedone del bianco · d4 pedone del nero · e4 donna del bianco · h4 pedone del bianco · b3 pedone del bianco · d3 alfiere del bianco · f3 torre del bianco · g2 pedone del bianco · g1 re del bianco | e8 donna del nero · h8 re del nero · c7 torre del nero · e7 torre del nero · g7 pedone del nero · e6 pedone del bianco · f6 cavallo del nero · h6 pedone del nero · a5 pedone del nero · c5 pedone del nero · f5 torre del bianco · a4 pedone del bianco · d4 pedone del nero · e4 donna del bianco · h4 pedone del bianco · b3 pedone del bianco · d3 alfiere del bianco · f3 torre del bianco · g2 pedone del bianco · g1 re del bianco | e8 donna del nero · h8 re del nero · c7 torre del nero · e7 torre del nero · g7 pedone del nero · e6 pedone del bianco · f6 cavallo del nero · h6 pedone del nero · a5 pedone del nero · c5 pedone del nero · f5 torre del bianco · a4 pedone del bianco · d4 pedone del nero · e4 donna del bianco · h4 pedone del bianco · b3 pedone del bianco · d3 alfiere del bianco · f3 torre del bianco · g2 pedone del bianco · g1 re del bianco | e8 donna del nero · h8 re del nero · c7 torre del nero · e7 torre del nero · g7 pedone del nero · e6 pedone del bianco · f6 cavallo del nero · h6 pedone del nero · a5 pedone del nero · c5 pedone del nero · f5 torre del bianco · a4 pedone del bianco · d4 pedone del nero · e4 donna del bianco · h4 pedone del bianco · b3 pedone del bianco · d3 alfiere del bianco · f3 torre del bianco · g2 pedone del bianco · g1 re del bianco | e8 donna del nero · h8 re del nero · c7 torre del nero · e7 torre del nero · g7 pedone del nero · e6 pedone del bianco · f6 cavallo del nero · h6 pedone del nero · a5 pedone del nero · c5 pedone del nero · f5 torre del bianco · a4 pedone del bianco · d4 pedone del nero · e4 donna del bianco · h4 pedone del bianco · b3 pedone del bianco · d3 alfiere del bianco · f3 torre del bianco · g2 pedone del bianco · g1 re del bianco | 3 |
| 2 | e8 donna del nero · h8 re del nero · c7 torre del nero · e7 torre del nero · g7 pedone del nero · e6 pedone del bianco · f6 cavallo del nero · h6 pedone del nero · a5 pedone del nero · c5 pedone del nero · f5 torre del bianco · a4 pedone del bianco · d4 pedone del nero · e4 donna del bianco · h4 pedone del bianco · b3 pedone del bianco · d3 alfiere del bianco · f3 torre del bianco · g2 pedone del bianco · g1 re del bianco | e8 donna del nero · h8 re del nero · c7 torre del nero · e7 torre del nero · g7 pedone del nero · e6 pedone del bianco · f6 cavallo del nero · h6 pedone del nero · a5 pedone del nero · c5 pedone del nero · f5 torre del bianco · a4 pedone del bianco · d4 pedone del nero · e4 donna del bianco · h4 pedone del bianco · b3 pedone del bianco · d3 alfiere del bianco · f3 torre del bianco · g2 pedone del bianco · g1 re del bianco | e8 donna del nero · h8 re del nero · c7 torre del nero · e7 torre del nero · g7 pedone del nero · e6 pedone del bianco · f6 cavallo del nero · h6 pedone del nero · a5 pedone del nero · c5 pedone del nero · f5 torre del bianco · a4 pedone del bianco · d4 pedone del nero · e4 donna del bianco · h4 pedone del bianco · b3 pedone del bianco · d3 alfiere del bianco · f3 torre del bianco · g2 pedone del bianco · g1 re del bianco | e8 donna del nero · h8 re del nero · c7 torre del nero · e7 torre del nero · g7 pedone del nero · e6 pedone del bianco · f6 cavallo del nero · h6 pedone del nero · a5 pedone del nero · c5 pedone del nero · f5 torre del bianco · a4 pedone del bianco · d4 pedone del nero · e4 donna del bianco · h4 pedone del bianco · b3 pedone del bianco · d3 alfiere del bianco · f3 torre del bianco · g2 pedone del bianco · g1 re del bianco | e8 donna del nero · h8 re del nero · c7 torre del nero · e7 torre del nero · g7 pedone del nero · e6 pedone del bianco · f6 cavallo del nero · h6 pedone del nero · a5 pedone del nero · c5 pedone del nero · f5 torre del bianco · a4 pedone del bianco · d4 pedone del nero · e4 donna del bianco · h4 pedone del bianco · b3 pedone del bianco · d3 alfiere del bianco · f3 torre del bianco · g2 pedone del bianco · g1 re del bianco | e8 donna del nero · h8 re del nero · c7 torre del nero · e7 torre del nero · g7 pedone del nero · e6 pedone del bianco · f6 cavallo del nero · h6 pedone del nero · a5 pedone del nero · c5 pedone del nero · f5 torre del bianco · a4 pedone del bianco · d4 pedone del nero · e4 donna del bianco · h4 pedone del bianco · b3 pedone del bianco · d3 alfiere del bianco · f3 torre del bianco · g2 pedone del bianco · g1 re del bianco | e8 donna del nero · h8 re del nero · c7 torre del nero · e7 torre del nero · g7 pedone del nero · e6 pedone del bianco · f6 cavallo del nero · h6 pedone del nero · a5 pedone del nero · c5 pedone del nero · f5 torre del bianco · a4 pedone del bianco · d4 pedone del nero · e4 donna del bianco · h4 pedone del bianco · b3 pedone del bianco · d3 alfiere del bianco · f3 torre del bianco · g2 pedone del bianco · g1 re del bianco | e8 donna del nero · h8 re del nero · c7 torre del nero · e7 torre del nero · g7 pedone del nero · e6 pedone del bianco · f6 cavallo del nero · h6 pedone del nero · a5 pedone del nero · c5 pedone del nero · f5 torre del bianco · a4 pedone del bianco · d4 pedone del nero · e4 donna del bianco · h4 pedone del bianco · b3 pedone del bianco · d3 alfiere del bianco · f3 torre del bianco · g2 pedone del bianco · g1 re del bianco | 2 |
| 1 | e8 donna del nero · h8 re del nero · c7 torre del nero · e7 torre del nero · g7 pedone del nero · e6 pedone del bianco · f6 cavallo del nero · h6 pedone del nero · a5 pedone del nero · c5 pedone del nero · f5 torre del bianco · a4 pedone del bianco · d4 pedone del nero · e4 donna del bianco · h4 pedone del bianco · b3 pedone del bianco · d3 alfiere del bianco · f3 torre del bianco · g2 pedone del bianco · g1 re del bianco | e8 donna del nero · h8 re del nero · c7 torre del nero · e7 torre del nero · g7 pedone del nero · e6 pedone del bianco · f6 cavallo del nero · h6 pedone del nero · a5 pedone del nero · c5 pedone del nero · f5 torre del bianco · a4 pedone del bianco · d4 pedone del nero · e4 donna del bianco · h4 pedone del bianco · b3 pedone del bianco · d3 alfiere del bianco · f3 torre del bianco · g2 pedone del bianco · g1 re del bianco | e8 donna del nero · h8 re del nero · c7 torre del nero · e7 torre del nero · g7 pedone del nero · e6 pedone del bianco · f6 cavallo del nero · h6 pedone del nero · a5 pedone del nero · c5 pedone del nero · f5 torre del bianco · a4 pedone del bianco · d4 pedone del nero · e4 donna del bianco · h4 pedone del bianco · b3 pedone del bianco · d3 alfiere del bianco · f3 torre del bianco · g2 pedone del bianco · g1 re del bianco | e8 donna del nero · h8 re del nero · c7 torre del nero · e7 torre del nero · g7 pedone del nero · e6 pedone del bianco · f6 cavallo del nero · h6 pedone del nero · a5 pedone del nero · c5 pedone del nero · f5 torre del bianco · a4 pedone del bianco · d4 pedone del nero · e4 donna del bianco · h4 pedone del bianco · b3 pedone del bianco · d3 alfiere del bianco · f3 torre del bianco · g2 pedone del bianco · g1 re del bianco | e8 donna del nero · h8 re del nero · c7 torre del nero · e7 torre del nero · g7 pedone del nero · e6 pedone del bianco · f6 cavallo del nero · h6 pedone del nero · a5 pedone del nero · c5 pedone del nero · f5 torre del bianco · a4 pedone del bianco · d4 pedone del nero · e4 donna del bianco · h4 pedone del bianco · b3 pedone del bianco · d3 alfiere del bianco · f3 torre del bianco · g2 pedone del bianco · g1 re del bianco | e8 donna del nero · h8 re del nero · c7 torre del nero · e7 torre del nero · g7 pedone del nero · e6 pedone del bianco · f6 cavallo del nero · h6 pedone del nero · a5 pedone del nero · c5 pedone del nero · f5 torre del bianco · a4 pedone del bianco · d4 pedone del nero · e4 donna del bianco · h4 pedone del bianco · b3 pedone del bianco · d3 alfiere del bianco · f3 torre del bianco · g2 pedone del bianco · g1 re del bianco | e8 donna del nero · h8 re del nero · c7 torre del nero · e7 torre del nero · g7 pedone del nero · e6 pedone del bianco · f6 cavallo del nero · h6 pedone del nero · a5 pedone del nero · c5 pedone del nero · f5 torre del bianco · a4 pedone del bianco · d4 pedone del nero · e4 donna del bianco · h4 pedone del bianco · b3 pedone del bianco · d3 alfiere del bianco · f3 torre del bianco · g2 pedone del bianco · g1 re del bianco | e8 donna del nero · h8 re del nero · c7 torre del nero · e7 torre del nero · g7 pedone del nero · e6 pedone del bianco · f6 cavallo del nero · h6 pedone del nero · a5 pedone del nero · c5 pedone del nero · f5 torre del bianco · a4 pedone del bianco · d4 pedone del nero · e4 donna del bianco · h4 pedone del bianco · b3 pedone del bianco · d3 alfiere del bianco · f3 torre del bianco · g2 pedone del bianco · g1 re del bianco | 1 |
|   | a | b | c | d | e | f | g | h |   |

Nella sesta partita Fischer aprì con 1. c4, una delle pochissime sfide in cui non aprì con 1. e4, vanificando così la vasta preparazione teorica di Spasskij nelle aperture di gioco aperto. Ma ancora una volta Spasskij giocò in modo passivo. Dopo 1. c4 e6 2. Cf3 d5 3. d4 Cf6 4. Cc3 Ae7 5. Ag5 O-O 6. e3 h6 7. Ah4 b6 8. cxd5 Cxd5 (gambetto di donna rifiutato, variante Tartakower) 9. Axe7 Dxe7 10. Cxd5 exd5 11. Tc1 Ae6 12. Da4 c5 13. Da3 Tc8 14. Ab5 a6 15. dxc5 bxc5 16. O-O Ta7 17. Ae2 Cd7 18. Cd4 Df8 19. Cxe6 fxe6 20. e4 d4 21. f4 De7 22. e5 Tb8 23. Ac4 Rh8 24. Dh3 Cf8 25. b3 a5 26. f5 il bianco realizzò un attacco devastante.
La partita continuò con 26... exf5 27. Txf5 Ch7 28. Tcf1 Dd8 29. Dg3 Te7 30. h4 Tbb7 31. e6 Tbc7 32. De5 De8 33. a4 Dd8 34. T1f2 De8 35. T2f3 Dd8 36. Ad3 De8 37. De4 Cf6 (diagramma) 38. Txf6 gxf6 39. Txf6 Rg8 40. Ac4 Rh8 41. Df4 1-0. Dopo questa partita Spasskij si unì al pubblico nell'applaudire la vittoria di Fischer. Psicologicamente aveva già perso l'incontro. Avrebbe poi, in maniera riluttante, descritto questa partita come la migliore dell'incontro.
La settima partita finì in parità, nonostante Fischer fosse in vantaggio di due pedoni. Nell'ottava partita Fischer giocò di nuovo 1. c4, questa volta un'apertura inglese. Spasskij cedette a uno scambio per una piccola compensazione, e non è chiaro se si trattò di un sacrificio o di una svista. Fischer vinse ed era avanti 5-3.
|   | a | b | c | d | e | f | g | h |   |
| 8 | f8 alfiere del bianco · g8 torre del nero · g7 pedone del bianco · b5 re del nero · f5 pedone del nero · b4 pedone del nero · c4 pedone del nero · h3 pedone del nero · a2 pedone del nero · d2 re del bianco · a1 torre del bianco | f8 alfiere del bianco · g8 torre del nero · g7 pedone del bianco · b5 re del nero · f5 pedone del nero · b4 pedone del nero · c4 pedone del nero · h3 pedone del nero · a2 pedone del nero · d2 re del bianco · a1 torre del bianco | f8 alfiere del bianco · g8 torre del nero · g7 pedone del bianco · b5 re del nero · f5 pedone del nero · b4 pedone del nero · c4 pedone del nero · h3 pedone del nero · a2 pedone del nero · d2 re del bianco · a1 torre del bianco | f8 alfiere del bianco · g8 torre del nero · g7 pedone del bianco · b5 re del nero · f5 pedone del nero · b4 pedone del nero · c4 pedone del nero · h3 pedone del nero · a2 pedone del nero · d2 re del bianco · a1 torre del bianco | f8 alfiere del bianco · g8 torre del nero · g7 pedone del bianco · b5 re del nero · f5 pedone del nero · b4 pedone del nero · c4 pedone del nero · h3 pedone del nero · a2 pedone del nero · d2 re del bianco · a1 torre del bianco | f8 alfiere del bianco · g8 torre del nero · g7 pedone del bianco · b5 re del nero · f5 pedone del nero · b4 pedone del nero · c4 pedone del nero · h3 pedone del nero · a2 pedone del nero · d2 re del bianco · a1 torre del bianco | f8 alfiere del bianco · g8 torre del nero · g7 pedone del bianco · b5 re del nero · f5 pedone del nero · b4 pedone del nero · c4 pedone del nero · h3 pedone del nero · a2 pedone del nero · d2 re del bianco · a1 torre del bianco | f8 alfiere del bianco · g8 torre del nero · g7 pedone del bianco · b5 re del nero · f5 pedone del nero · b4 pedone del nero · c4 pedone del nero · h3 pedone del nero · a2 pedone del nero · d2 re del bianco · a1 torre del bianco | 8 |
| 7 | f8 alfiere del bianco · g8 torre del nero · g7 pedone del bianco · b5 re del nero · f5 pedone del nero · b4 pedone del nero · c4 pedone del nero · h3 pedone del nero · a2 pedone del nero · d2 re del bianco · a1 torre del bianco | f8 alfiere del bianco · g8 torre del nero · g7 pedone del bianco · b5 re del nero · f5 pedone del nero · b4 pedone del nero · c4 pedone del nero · h3 pedone del nero · a2 pedone del nero · d2 re del bianco · a1 torre del bianco | f8 alfiere del bianco · g8 torre del nero · g7 pedone del bianco · b5 re del nero · f5 pedone del nero · b4 pedone del nero · c4 pedone del nero · h3 pedone del nero · a2 pedone del nero · d2 re del bianco · a1 torre del bianco | f8 alfiere del bianco · g8 torre del nero · g7 pedone del bianco · b5 re del nero · f5 pedone del nero · b4 pedone del nero · c4 pedone del nero · h3 pedone del nero · a2 pedone del nero · d2 re del bianco · a1 torre del bianco | f8 alfiere del bianco · g8 torre del nero · g7 pedone del bianco · b5 re del nero · f5 pedone del nero · b4 pedone del nero · c4 pedone del nero · h3 pedone del nero · a2 pedone del nero · d2 re del bianco · a1 torre del bianco | f8 alfiere del bianco · g8 torre del nero · g7 pedone del bianco · b5 re del nero · f5 pedone del nero · b4 pedone del nero · c4 pedone del nero · h3 pedone del nero · a2 pedone del nero · d2 re del bianco · a1 torre del bianco | f8 alfiere del bianco · g8 torre del nero · g7 pedone del bianco · b5 re del nero · f5 pedone del nero · b4 pedone del nero · c4 pedone del nero · h3 pedone del nero · a2 pedone del nero · d2 re del bianco · a1 torre del bianco | f8 alfiere del bianco · g8 torre del nero · g7 pedone del bianco · b5 re del nero · f5 pedone del nero · b4 pedone del nero · c4 pedone del nero · h3 pedone del nero · a2 pedone del nero · d2 re del bianco · a1 torre del bianco | 7 |
| 6 | f8 alfiere del bianco · g8 torre del nero · g7 pedone del bianco · b5 re del nero · f5 pedone del nero · b4 pedone del nero · c4 pedone del nero · h3 pedone del nero · a2 pedone del nero · d2 re del bianco · a1 torre del bianco | f8 alfiere del bianco · g8 torre del nero · g7 pedone del bianco · b5 re del nero · f5 pedone del nero · b4 pedone del nero · c4 pedone del nero · h3 pedone del nero · a2 pedone del nero · d2 re del bianco · a1 torre del bianco | f8 alfiere del bianco · g8 torre del nero · g7 pedone del bianco · b5 re del nero · f5 pedone del nero · b4 pedone del nero · c4 pedone del nero · h3 pedone del nero · a2 pedone del nero · d2 re del bianco · a1 torre del bianco | f8 alfiere del bianco · g8 torre del nero · g7 pedone del bianco · b5 re del nero · f5 pedone del nero · b4 pedone del nero · c4 pedone del nero · h3 pedone del nero · a2 pedone del nero · d2 re del bianco · a1 torre del bianco | f8 alfiere del bianco · g8 torre del nero · g7 pedone del bianco · b5 re del nero · f5 pedone del nero · b4 pedone del nero · c4 pedone del nero · h3 pedone del nero · a2 pedone del nero · d2 re del bianco · a1 torre del bianco | f8 alfiere del bianco · g8 torre del nero · g7 pedone del bianco · b5 re del nero · f5 pedone del nero · b4 pedone del nero · c4 pedone del nero · h3 pedone del nero · a2 pedone del nero · d2 re del bianco · a1 torre del bianco | f8 alfiere del bianco · g8 torre del nero · g7 pedone del bianco · b5 re del nero · f5 pedone del nero · b4 pedone del nero · c4 pedone del nero · h3 pedone del nero · a2 pedone del nero · d2 re del bianco · a1 torre del bianco | f8 alfiere del bianco · g8 torre del nero · g7 pedone del bianco · b5 re del nero · f5 pedone del nero · b4 pedone del nero · c4 pedone del nero · h3 pedone del nero · a2 pedone del nero · d2 re del bianco · a1 torre del bianco | 6 |
| 5 | f8 alfiere del bianco · g8 torre del nero · g7 pedone del bianco · b5 re del nero · f5 pedone del nero · b4 pedone del nero · c4 pedone del nero · h3 pedone del nero · a2 pedone del nero · d2 re del bianco · a1 torre del bianco | f8 alfiere del bianco · g8 torre del nero · g7 pedone del bianco · b5 re del nero · f5 pedone del nero · b4 pedone del nero · c4 pedone del nero · h3 pedone del nero · a2 pedone del nero · d2 re del bianco · a1 torre del bianco | f8 alfiere del bianco · g8 torre del nero · g7 pedone del bianco · b5 re del nero · f5 pedone del nero · b4 pedone del nero · c4 pedone del nero · h3 pedone del nero · a2 pedone del nero · d2 re del bianco · a1 torre del bianco | f8 alfiere del bianco · g8 torre del nero · g7 pedone del bianco · b5 re del nero · f5 pedone del nero · b4 pedone del nero · c4 pedone del nero · h3 pedone del nero · a2 pedone del nero · d2 re del bianco · a1 torre del bianco | f8 alfiere del bianco · g8 torre del nero · g7 pedone del bianco · b5 re del nero · f5 pedone del nero · b4 pedone del nero · c4 pedone del nero · h3 pedone del nero · a2 pedone del nero · d2 re del bianco · a1 torre del bianco | f8 alfiere del bianco · g8 torre del nero · g7 pedone del bianco · b5 re del nero · f5 pedone del nero · b4 pedone del nero · c4 pedone del nero · h3 pedone del nero · a2 pedone del nero · d2 re del bianco · a1 torre del bianco | f8 alfiere del bianco · g8 torre del nero · g7 pedone del bianco · b5 re del nero · f5 pedone del nero · b4 pedone del nero · c4 pedone del nero · h3 pedone del nero · a2 pedone del nero · d2 re del bianco · a1 torre del bianco | f8 alfiere del bianco · g8 torre del nero · g7 pedone del bianco · b5 re del nero · f5 pedone del nero · b4 pedone del nero · c4 pedone del nero · h3 pedone del nero · a2 pedone del nero · d2 re del bianco · a1 torre del bianco | 5 |
| 4 | f8 alfiere del bianco · g8 torre del nero · g7 pedone del bianco · b5 re del nero · f5 pedone del nero · b4 pedone del nero · c4 pedone del nero · h3 pedone del nero · a2 pedone del nero · d2 re del bianco · a1 torre del bianco | f8 alfiere del bianco · g8 torre del nero · g7 pedone del bianco · b5 re del nero · f5 pedone del nero · b4 pedone del nero · c4 pedone del nero · h3 pedone del nero · a2 pedone del nero · d2 re del bianco · a1 torre del bianco | f8 alfiere del bianco · g8 torre del nero · g7 pedone del bianco · b5 re del nero · f5 pedone del nero · b4 pedone del nero · c4 pedone del nero · h3 pedone del nero · a2 pedone del nero · d2 re del bianco · a1 torre del bianco | f8 alfiere del bianco · g8 torre del nero · g7 pedone del bianco · b5 re del nero · f5 pedone del nero · b4 pedone del nero · c4 pedone del nero · h3 pedone del nero · a2 pedone del nero · d2 re del bianco · a1 torre del bianco | f8 alfiere del bianco · g8 torre del nero · g7 pedone del bianco · b5 re del nero · f5 pedone del nero · b4 pedone del nero · c4 pedone del nero · h3 pedone del nero · a2 pedone del nero · d2 re del bianco · a1 torre del bianco | f8 alfiere del bianco · g8 torre del nero · g7 pedone del bianco · b5 re del nero · f5 pedone del nero · b4 pedone del nero · c4 pedone del nero · h3 pedone del nero · a2 pedone del nero · d2 re del bianco · a1 torre del bianco | f8 alfiere del bianco · g8 torre del nero · g7 pedone del bianco · b5 re del nero · f5 pedone del nero · b4 pedone del nero · c4 pedone del nero · h3 pedone del nero · a2 pedone del nero · d2 re del bianco · a1 torre del bianco | f8 alfiere del bianco · g8 torre del nero · g7 pedone del bianco · b5 re del nero · f5 pedone del nero · b4 pedone del nero · c4 pedone del nero · h3 pedone del nero · a2 pedone del nero · d2 re del bianco · a1 torre del bianco | 4 |
| 3 | f8 alfiere del bianco · g8 torre del nero · g7 pedone del bianco · b5 re del nero · f5 pedone del nero · b4 pedone del nero · c4 pedone del nero · h3 pedone del nero · a2 pedone del nero · d2 re del bianco · a1 torre del bianco | f8 alfiere del bianco · g8 torre del nero · g7 pedone del bianco · b5 re del nero · f5 pedone del nero · b4 pedone del nero · c4 pedone del nero · h3 pedone del nero · a2 pedone del nero · d2 re del bianco · a1 torre del bianco | f8 alfiere del bianco · g8 torre del nero · g7 pedone del bianco · b5 re del nero · f5 pedone del nero · b4 pedone del nero · c4 pedone del nero · h3 pedone del nero · a2 pedone del nero · d2 re del bianco · a1 torre del bianco | f8 alfiere del bianco · g8 torre del nero · g7 pedone del bianco · b5 re del nero · f5 pedone del nero · b4 pedone del nero · c4 pedone del nero · h3 pedone del nero · a2 pedone del nero · d2 re del bianco · a1 torre del bianco | f8 alfiere del bianco · g8 torre del nero · g7 pedone del bianco · b5 re del nero · f5 pedone del nero · b4 pedone del nero · c4 pedone del nero · h3 pedone del nero · a2 pedone del nero · d2 re del bianco · a1 torre del bianco | f8 alfiere del bianco · g8 torre del nero · g7 pedone del bianco · b5 re del nero · f5 pedone del nero · b4 pedone del nero · c4 pedone del nero · h3 pedone del nero · a2 pedone del nero · d2 re del bianco · a1 torre del bianco | f8 alfiere del bianco · g8 torre del nero · g7 pedone del bianco · b5 re del nero · f5 pedone del nero · b4 pedone del nero · c4 pedone del nero · h3 pedone del nero · a2 pedone del nero · d2 re del bianco · a1 torre del bianco | f8 alfiere del bianco · g8 torre del nero · g7 pedone del bianco · b5 re del nero · f5 pedone del nero · b4 pedone del nero · c4 pedone del nero · h3 pedone del nero · a2 pedone del nero · d2 re del bianco · a1 torre del bianco | 3 |
| 2 | f8 alfiere del bianco · g8 torre del nero · g7 pedone del bianco · b5 re del nero · f5 pedone del nero · b4 pedone del nero · c4 pedone del nero · h3 pedone del nero · a2 pedone del nero · d2 re del bianco · a1 torre del bianco | f8 alfiere del bianco · g8 torre del nero · g7 pedone del bianco · b5 re del nero · f5 pedone del nero · b4 pedone del nero · c4 pedone del nero · h3 pedone del nero · a2 pedone del nero · d2 re del bianco · a1 torre del bianco | f8 alfiere del bianco · g8 torre del nero · g7 pedone del bianco · b5 re del nero · f5 pedone del nero · b4 pedone del nero · c4 pedone del nero · h3 pedone del nero · a2 pedone del nero · d2 re del bianco · a1 torre del bianco | f8 alfiere del bianco · g8 torre del nero · g7 pedone del bianco · b5 re del nero · f5 pedone del nero · b4 pedone del nero · c4 pedone del nero · h3 pedone del nero · a2 pedone del nero · d2 re del bianco · a1 torre del bianco | f8 alfiere del bianco · g8 torre del nero · g7 pedone del bianco · b5 re del nero · f5 pedone del nero · b4 pedone del nero · c4 pedone del nero · h3 pedone del nero · a2 pedone del nero · d2 re del bianco · a1 torre del bianco | f8 alfiere del bianco · g8 torre del nero · g7 pedone del bianco · b5 re del nero · f5 pedone del nero · b4 pedone del nero · c4 pedone del nero · h3 pedone del nero · a2 pedone del nero · d2 re del bianco · a1 torre del bianco | f8 alfiere del bianco · g8 torre del nero · g7 pedone del bianco · b5 re del nero · f5 pedone del nero · b4 pedone del nero · c4 pedone del nero · h3 pedone del nero · a2 pedone del nero · d2 re del bianco · a1 torre del bianco | f8 alfiere del bianco · g8 torre del nero · g7 pedone del bianco · b5 re del nero · f5 pedone del nero · b4 pedone del nero · c4 pedone del nero · h3 pedone del nero · a2 pedone del nero · d2 re del bianco · a1 torre del bianco | 2 |
| 1 | f8 alfiere del bianco · g8 torre del nero · g7 pedone del bianco · b5 re del nero · f5 pedone del nero · b4 pedone del nero · c4 pedone del nero · h3 pedone del nero · a2 pedone del nero · d2 re del bianco · a1 torre del bianco | f8 alfiere del bianco · g8 torre del nero · g7 pedone del bianco · b5 re del nero · f5 pedone del nero · b4 pedone del nero · c4 pedone del nero · h3 pedone del nero · a2 pedone del nero · d2 re del bianco · a1 torre del bianco | f8 alfiere del bianco · g8 torre del nero · g7 pedone del bianco · b5 re del nero · f5 pedone del nero · b4 pedone del nero · c4 pedone del nero · h3 pedone del nero · a2 pedone del nero · d2 re del bianco · a1 torre del bianco | f8 alfiere del bianco · g8 torre del nero · g7 pedone del bianco · b5 re del nero · f5 pedone del nero · b4 pedone del nero · c4 pedone del nero · h3 pedone del nero · a2 pedone del nero · d2 re del bianco · a1 torre del bianco | f8 alfiere del bianco · g8 torre del nero · g7 pedone del bianco · b5 re del nero · f5 pedone del nero · b4 pedone del nero · c4 pedone del nero · h3 pedone del nero · a2 pedone del nero · d2 re del bianco · a1 torre del bianco | f8 alfiere del bianco · g8 torre del nero · g7 pedone del bianco · b5 re del nero · f5 pedone del nero · b4 pedone del nero · c4 pedone del nero · h3 pedone del nero · a2 pedone del nero · d2 re del bianco · a1 torre del bianco | f8 alfiere del bianco · g8 torre del nero · g7 pedone del bianco · b5 re del nero · f5 pedone del nero · b4 pedone del nero · c4 pedone del nero · h3 pedone del nero · a2 pedone del nero · d2 re del bianco · a1 torre del bianco | f8 alfiere del bianco · g8 torre del nero · g7 pedone del bianco · b5 re del nero · f5 pedone del nero · b4 pedone del nero · c4 pedone del nero · h3 pedone del nero · a2 pedone del nero · d2 re del bianco · a1 torre del bianco | 1 |
|   | a | b | c | d | e | f | g | h |   |

Spasskij, adducendo motivi di salute, ottenne il rinvio della nona partita. La battaglia psicologica di Fischer si stava dimostrando impossibile da gestire per Spasskij. Quando infine si disputò, la nona partita terminò in parità in sole 29 mosse. I due giocatori diedero comunque spettacolo con il loro comportamento durante la partita: Fischer si dondolava avanti ed indietro sulla sedia e Spasskij lo imitava. A questo punto la delegazione sovietica chiese a Spasskij di tornare a Mosca e reclamare la partita per abbandono, ma il giocatore, assumendosi un grande rischio, rifiutò. Fischer vinse la decima partita con una brillante partita spagnola, una delle sue aperture preferite. Spasskij recuperò un punto in quella seguente con una novità introdotta nella variante del "pedone avvelenato" della siciliana Najdorf. La dodicesima fu un pareggio. La tredicesima partita girò in un modo, poi nell'altro e fu alla fine sospesa con Fischer in vantaggio ma senza la vittoria in pugno. Il gruppo di analisi sovietico li convinse che la partita era chiaramente destinata ad un pareggio. Fischer restò alzato fino alle otto della mattina successiva (la ripresa era prevista alle 14:30) cercando una strada per vincere, ma invano. Sorprendentemente, riuscì a far cadere Spasskij in una serie di trappole e ad ottenere comunque la vittoria. I secondi di Spasskij rimasero storditi, e lo stesso Spasskij si rifiutò di lasciare la scacchiera a lungo dopo la fine dell'incontro, incapace di accettare il risultato.
1. e4 Nf6 2. e5 Nd5 3. d4 d6 4. Nf3 (difesa Alechin, variante moderna) g6 5. Bc4 Nb6 6. Bb3 Bg7 7. Nbd2 O-O 8. h3 a5 9. a4 dxe5 10. dxe5 Na6 11. O-O Nc5 12. Qe2 Qe8 13. Ne4 Nbxa4 14. Bxa4 Nxa4 15. Re1 Nb6 16. Bd2 a4 17. Bg5 h6 18. Bh4 Bf5 19. g4 Be6 20. Nd4 Bc4 21. Qd2 Qd7 22. Rad1 Rfd8 23. f4 Bd5 24. Nc5 Qc8 25. Qc3 e6 26. Kh2 Nd7 27. Nd3 c5 28. Nb5 Qc6 29. Nd6 Qxd6 30. exd6 Bxc3 31. bxc3 f6 32. g5 hxg5 33. fxg5 f5 34. Bg3 Kf7 35. Ne5+ Nxe5 36. Bxe5 b5 37. Rf1 Rh8 38. Bf6 a3 39. Rf4 a2 40. c4 Bxc4 41. d7 Bd5 42. Kg3 Ra3+ 43. c3 Rha8 44. Rh4 e5 45. Rh7+ Ke6 46. Re7+ Kd6 47. Rxe5 Rxc3+ 48. Kf2 Rc2+ 49. Ke1 Kxd7 50. Rexd5+ Kc6 51. Rd6+ Kb7 52. Rd7+ Ka6 53. R7d2 Rxd2 54. Kxd2 b4 55. h4 Kb5 56. h5 c4 57. Ra1 gxh5 58. g6 h4 59. g7 h3 60. Be7 Rg8 61. Bf8 (diagramma) h2 62. Kc2 Kc6 63. Rd1 b3+ 64. Kc3 h1=Q 65. Rxh1 Kd5 66. Kb2 f4 67. Rd1+ Ke4 68. Rc1 Kd3 69. Rd1+ Ke2 70. Rc1 f3 71. Bc5 Rxg7 72. Rxc4 Rd7 73. Re4+ Kf1 74. Bd4 f2 0-1

## La partita finale
Le sette partite successive furono patte. Fischer, che conduceva di tre punti, era convinto di avvicinarsi alla vittoria, mentre Spasskij sembrava rassegnato al suo destino. Le schermaglie lontane dalla scacchiera continuavano ad essere interessanti come sempre, tra le quali una causa per danni contro Fischer da parte di Chester Fox, che aveva comprato i diritti per filmare il match: Fischer si era lamentato del rumore a suo dire prodotto dalle telecamere e i padroni di casa islandesi, nonostante dovessero condividere gli incassi del film con i due giocatori, avevano accettato di rimuoverle; la richiesta da parte dell'americano di eliminare le prime sette file di spettatori (vennero tolte le prime tre) e la denuncia dei sovietici di strumenti elettronici e chimici con i quali Fischer avrebbe tenuto sotto controllo Spasskij, che procurò una perquisizione della polizia nella sala di gioco. La ventunesima partita fu l'ultima: Spasskij giocò malamente nel finale e la partita fu sospesa con Fischer in grande vantaggio. La busta contenente l'ultima mossa però non fu mai aperta: il russo annunciò l'abbandono per telefono all'arbitro dell'incontro. Fischer non accettò questo metodo e polemizzò con l'avversario, ma fu infine convinto dal fatto che le regole lo permettevano.
Il risultato finale fu di 12,5 - 8,5 in favore di Fischer.

## Riepilogo
|                                   | 1 | 2 | 3 | 4 | 5 | 6 | 7 | 8 | 9 | 10 | 11 | 12 | 13 | 14 | 15 | 16 | 17 | 18 | 19 | 20 | 21 | 22 | 23 | 24 | Totale |
| --------------------------------- | - | - | - | - | - | - | - | - | - | -- | -- | -- | -- | -- | -- | -- | -- | -- | -- | -- | -- | -- | -- | -- | ------ |
| Boris Spassky ( Unione Sovietica) | 1 | 1 | 0 | ½ | 0 | 0 | ½ | 0 | ½ | 0  | 1  | ½  | 0  | ½  | ½  | ½  | ½  | ½  | ½  | ½  | 0  | -  | -  | -  | 8,5    |
| Bobby Fischer ( Stati Uniti)      | 0 | 0 | 1 | ½ | 1 | 1 | ½ | 1 | ½ | 1  | 0  | ½  | 1  | ½  | ½  | ½  | ½  | ½  | ½  | ½  | 1  | -  | -  | -  | 12,5   |